# هاینتس گودریان
هاینتس ویلهلم گودریان (به آلمانی: Heinz Wilhelm Guderian) (۱۷ ژوئن ۱۸۸۸ – ۱۴ مه ۱۹۵۴) نظامی بلندپایه آلمانی در دوره رایش سوم بود که فرماندهی یگان‌های مختلفی را در جریان جنگ جهانی دوم بر عهده داشت.
گودریان در خاندانی اشرافی زاده شد و پس از گذراندن دوره آموزشی در سال ۱۹۰۷ به نیروی زمینی امپراتوری آلمان پیوست. در جریان جنگ جهانی اول نبرد را در جبهه غربی در جایگاه‌های تاکتیکی، ستادی و میدانی تجربه کرد و تا درجه سروانی ترفیع گرفت. گودریان پس از جنگ به خدمت در رایشسور ادامه داد. در ابتدا مسئولیت‌های میدانی داشت؛ سپس در سال ۱۹۲۲ وارد بخش ترابری موتوری در وزارت رایشسور شد. گودریان در این موقعیت به مطالعه در رابطه با جنگ‌افزارهای زرهی پرداخت و شروع به طرح ایده‌های خود در این رابطه کرد. با آغاز تلاش رایشسور در اوایل دهه ۱۹۳۰ برای عملیاتی کردن ساختار سازمانی نیروهای زرهی، مسئول اجرای برنامه‌های آموزشی این نیروها شد. گودریان در این هنگام نظریه ایجاد لشکر زرهی را مطرح ساخت و از بانیان بلیتس‌کریگ، جنگ برق‌آسا بود. او سال ۱۹۳۵ نخستین رزمایش یک لشکر زرهی را به انجام رساند. گودریان سال ۱۹۳۸ به درجه سرلشکری ترفیع گرفت و فرمانده کل نیروهای زرهی شد. با نیروهایش در الحاق اتریش به آلمان و ضمیمه کردن سودتنلند به رایش سوم مشارکت نمود.
با آغاز جنگ جهانی دوم، گودریان با درجه سپهبدی در جریان تهاجم آلمان به لهستان فرماندهی سپاه ۱۹ موتوریزه را بر عهده داشت و به جهت عملکردش نشان صلیب شوالیه صلیب آهنین را دریافت نمود. با همین سپاه در نبرد فرانسه نقش مهمی ایفا نمود و با گذر از جنگل‌های آردن و رساندن خود به کانال مانش، در کنار سایر یگان‌های زرهی ورماخت نیروهای متفقین را در بلژیک و شمال شرقی فرانسه به محاصره درآورد. سپس با چرخش به سمت جنوب مدافعان خط دفاعی ماژینو را نیز محاصره کرد. با اجرای موفقیت‌آمیز ایده‌های رزم متحرک او و شکست فرانسه، گودریان ماه ژوئیه سال ۱۹۴۰ به درجه ارتشبدی ترفیع گرفت. در جریان عملیات بارباروسا، تهاجم آلمان به شوروی، گودریان فرماندهی گروه زرهی ۲ که بعداً به «ارتش دوم زرهی» تغییر عنوان داد، را بر عهده داشت. نیروهای او در کنار سایر یگان‌های آلمانی تا ماه سپتامبر سال ۱۹۴۱ با ایجاد محاصره‌های وسیع، موجب به اسارت درآمدن بیش از یک میلیون سرباز ارتش سرخ شدند. در نهایت با متوقف شدن ورماخت در دروازه‌های مسکو، در پی اختلاف نظر بر سر ایستادگی در محل یا عقب‌نشینی، گودریان از مقام خود عزل شد و حدوداً یک و نیم سال جزو افسران ذخیره بود.
پس از شکست آلمان در نبرد استالینگراد، گودریان ماه فوریه سال ۱۹۴۳ مجدداً به خدمت فراخوانده و به عنوان بازرس کل نیروهای زرهی منصوب شد. او با در اختیار داشتن اختیارات فراوان، تلاش زیادی برای ترمیم قوای زرهی ورماخت صورت داد و توانست تا حدود زیادی وضعیت آن را بهبود ببخشد. گودریان در این جایگاه نقش مستقیمی در عملیات‌های میدانی نداشت اما تلاش می‌کرد بر آن‌ها اثرگذار باشد. گودریان با عملیات سیتادل که منجر به شکست آلمان در نبرد کورسک شد، مخالف بود. این نبرد بسیاری از دستاوردهای او در بازسازی نیروهای زرهی را از بین برد. گودریان با توطئه‌گران کودتای ناموفق ۲۰ ژوئیه سال ۱۹۴۴ همکاری نکرد و در محاکمه آن‌ها نقش داشت. او پس از این حوادث به ریاست ستاد کل نیروی زمینی رسید و مجدداً به شکل مستقیم درگیر جنگ در جبهه شرقی شد. با سلطه هر چه بیشتر هیتلر بر تحولات و تصمیم‌گیری‌های میدانی، گودریان اختیار چندانی در این مقام نداشت و بیشتر مجری فرمان‌های پیشوا بود. به هر صورت اوضاع بد میدان‌های نبرد و روحیه کم‌صبر او سبب اختلاف نظر و درگیری‌های متعددی بین گودریان و پیشوا می‌شد که در نهایت ماه مارس سال ۱۹۴۵، حدود یک ماه پیش از تسلیم آلمان و پایان جنگ، موجب خلع او از مقامش گردید.
گودریان ماه مه سال ۱۹۴۵ به اسارت نیروهای آمریکایی درآمد و سه سال را در بند گذراند. نبود مدارک و شواهد کافی مبنی بر جنایت جنگی سبب عدم محاکمه او در دادگاه نورنبرگ شد. گودریان سال‌های پایانی عمر خود را مشغول نگارش خاطرات خود بود. ارتشبد هاینتس گودریان در نهایت ماه مه سال ۱۹۵۴ چشم از جهان فروبست و در گسلار به خاک سپرده شد.

## سال‌های اولیه

### تولد و تحصیل
هاینتس گودریان صبح روز یکشنبه ۱۷ ژوئن سال ۱۸۸۸ در شهر کولم متولد شد. پدرش، فریدریش گودریان، به عنوان افسر گردان ۲ یگر پومرانی، نخستین افسر خاندان به حساب می‌آمد. گودریان بعدها از پدرش به عنوان «یک سرباز و انسان الگو» یاد کرد. در پی انتقال پدرش به کولمار در سال ۱۸۹۱، دوران مدرسه را تا سال ۱۹۰۰ در این شهر گذراند. با توجه به محدودیت‌های خانوادگی و با علاقه‌مندی به حرفه پدر، همراه برادرش، فریتس، روز ۱ آوریل سال ۱۹۰۱ به دانشسرای نظامی کارلسروهه در بادن فرستاده شد. گودریان دو سال بعد در ۱ فوریه سال ۱۹۰۳ به دانشسرای بزرگ نظامی در گروس-لیشترفلده در نزدیکی برلین رفت. در این دوره‌ها سنت نظامی پروسی که خواهان انعطاف‌پذیری و ابتکار فردی بود، در او دمیده شد. گودریان روحیه فراگیری سریع از خود نشان داد و همواره جزو بهترین‌های کلاس‌های خود بود. به هر صورت، نتیجه ضعیفی در آزمون نهایی کسب کرد؛ چرا که در رویکردی استقلال‌طلبانه، از ارائه راه حل از پیش‌تعیین‌شده خودداری و یک پاسخ تاکتیکی مبتکرانه از جانب خود مطرح نمود که البته مورد پذیرش آزمون‌گیرندگان قرار نگرفت. با این وجود بعدها در ارتباط با «آن سال‌های سازنده» از «حس عمیق قدردانی و احترام» نسبت به مدرسان و معلمان خود سخن گفت و رفتار آن‌ها را بر پایه «مهربانی و عدالت» دانست که «آماده‌سازی خوبی برای زندگی» بود.

### پیوستن به نیروی زمینی امپراتوری آلمان
گودریان ماه فوریه سال ۱۹۰۷ به عنوان افسر دانشجو در گردان ۱۰ یگر هانوفر در بیچ در لورن وارد خدمت در نیروی زمینی امپراتوری آلمان شد. گودریان به عنوان یک افسر دانشجو شخصیت نقادی از خود به نمایش گذاشت و ضعف‌های ساختار نظامی آلمان و حتی مقامات ارشد را متکبرانه و از دیدگاه خود نقد کرد. با خردی هوشیار و حافظه‌ای برجسته به مطالعه تاریخ نظامی اهتمام ورزید. گودریان که روی مطالعه و توسعه حرفه‌ای خود متمرکز بود، دوستان نزدیک کمی داشت. تا ماه دسامبر سال ۱۹۰۸ پدرش فرمانده او بود. او این مسئله را به سبب زندگی در کنار والدین پس از شش سال جدایی برای تحصیل، مایه «خوش بختی» خواند و خود را در این سال‌ها به عنوان یک افسر جز حائز «زندگی شاد» دانست. پس از گذراندن دوره آموزشی دانشکده جنگ در متس بین ماه‌های آوریل تا دسامبر سال ۱۹۰۷، روز ۲۷ ژانویه سال ۱۹۰۸ به درجه ستوان دومی ترفیع گرفت. گردان او روز ۱ اکتبر سال ۱۹۰۹ به قرارگاه اصلی خود در هانوفر بازگشت و در گسلار مستقر شد. با این که گودریان میل داشت در دوره‌های آموزش مسلسل شرکت کند، به توصیه پدرش، روز ۱ اکتبر سال ۱۹۱۲ به گروهان رادیوی گردان ۳ تلگراف در کوبلنتس ملحق شد. در این جایگاه با ارتباطات امن و سریع آشنا شد که در سال‌های بعد در رزم متحرک از آنها استفاده نمود. گودریان در دوره‌های آماده‌سازی دانشکده جنگ شرکت کرد و زبان‌های فرانسوی و انگلیسی را به خوبی فراگرفت.
گودریان آزمون‌های ورودی دانشکده جنگ را در نخستین تلاش با موفقیت به انجام رساند و روز ۵ اکتبر سال ۱۹۱۳، در سن ۲۵ سالگی به عنوان جوان‌ترین فرد از میان ۱۶۸ افسر، برای گذراندن دوره سه ساله ستادی دانشکده جنگ در برلین برگزیده شد. گودریان در دانشکده جنگ نیز روحیه پرانرژی و متهورانه‌ای بروز داد.

### شرکت در جنگ جهانی اول
با آغاز جنگ جهانی اول و پس از اعلام بسیج در ماه اوت سال ۱۹۱۴، گودریان به عنوان فرمانده ایستگاه ۳ رادیو سنگین و افسر ارتباطات لشکر پنجم سواره‌نظام منصوب و در جبهه غربی وارد میدان نبرد شد. لشکر پنجم سواره‌نظام نیز همانند گردان ۱۰ یگر، یک یگان نخبه بود که افسران آن از خاندان‌هایی با منزلت اجتماعی بودند. گودریان با خدمت به عنوان یک افسر ستادی، تا حد زیادی از درگیر شدن در رزم سنگرها خودداری می‌کرد. این مسئله به او اجازه می‌داد دید خاصی نسبت به جریان عملیات‌ها در خود ایجاد کند و ماهیت جنگ را مورد تحلیل قرار دهد. یگان او پیشاپیش طرح تهاجمی شلیفن برای شکست فرانسه، با سرعت در ناحیه آردن پیشروی کرد. اما مقاومت شدید نیروهای فرانسوی و انگلیسی، در جریان نبرد مارن، موجب توقف آلمانی‌ها شد. در پیِ عقب‌نشینی نیروهای آلمانی با ضد حمله دشمن، یگان گودریان درگیر رزم در خط مقدم در نزدیکی چری شد و نزدیک بود خود او اسیر شود.
گودریان روز ۴ اکتبر فرمانده ایستگاه ۱۳ رادیو سنگین و افسر ارتباطات سپاه ۴ شد و به جبهه فلاندر منتقل گردید. گودریان مشتاقانه کاربرد عملیاتی هواگردها را مخصوصاً با ظرفیت آن‌ها در گردآوری اطلاعات و تسهیل ارتباطات، پی گرفت و جزو معدود افسران نیروی زمینی امپراتوری آلمان شد که در سال ۱۹۱۴، به جهت دستیابی به درک بهتری از جریان عملیات‌ها، پرواز کرد. روز ۸ نوامبر همان سال به درجه ستوان یکمی ترفیع گرفت. در همین جایگاه بین ماه‌های مه سال ۱۹۱۵ تا ژانویه سال ۱۹۱۶، ریاست اطلاعات رادیویی سپاه ۴ را نیز بر عهده داشت. روز ۲۷ ژانویه سال ۱۹۱۶ به سپاه ۵ منتقل شد تا مسئولیت مشابهی را به انجام برساند. پس از تجربه میدان نبرد در وردون، روز ۱۸ ژوئیه به سپاه ۴ بازگشت. در همین مدت به درجه سروانی رسید. با وجود میزان بالای تلفات آلمان، مخصوصاً در رده افسران، گودریان به عنوان افسر ستادی اطلاعات بسیار کمتر از افسران رزمی خط مقدم، در خطر کشته یا مجروح شدن بود.
گودریان روز ۳ ماه آوریل سال ۱۹۱۷ با تغییر ماهیت خدمت، به عنوان افسر تدارکات لشکر چهارم پیاده‌نظام برگزیده شد. ماه‌های آینده جایگاه یکسانی را در سپاه ۱ (آوریل تا مه) و سپس لشکر پنجاه و دوم ذخیره (مه تا ژوئن) بر عهده داشت. در این مدت، روز ۱۰ ماه آوریل در برابر نیروهای بریتانیایی نخستین تهاجم تانک‌ها را تجربه کرد. در نهایت ماه‌های ژوئن و ژوئیه به ستاد سپاه محافظ منتقل شد. بین ماه‌های ژوئیه و اوت افسر اطلاعات ستاد سپاه ۱۰ ذخیره بود تا این که ۱۱ اوت به ستاد لشکر چهارم پیاده‌نظام منتقل گردید. ماه سپتامبر فرمانده گردان ۲ هنگ ۱۴ پیاده‌نظام شد و تا ۲۴ اکتبر در این جایگاه قرار داشت. سپس افسر عملیات‌های سپاه سی (C) شد. در این زمان به مدت یک ماه از ۱۰ ژانویه تا ۸ فوریه سال ۱۹۱۸، دوره ستاد کل را در سدان گذراند. از روز ۲۷ فوریه در ستاد کل نیروی زمینی به خدمت ادامه داد. روز ۲۳ ماه مه به عنوان افسر تدارکات ستاد سپاه ۳۸ ذخیره منصوب شد. روز ۲۰ ماه سپتامبر جایگاه افسر عملیات‌های ستاد نیروهای آلمانی در ایتالیا را عهده‌دار شد و تا پایان جنگ در ۸ نوامبر در این جایگاه بود. گودریان روز ۳۰ اکتبر به عنوان عضو نمایندگی دو نفره آلمان در کمیسیون آتش‌بس اتریش-مجارستان و ایتالیا به ترنتو فرستاده شد اما ایتالیایی‌ها از حضور آلمانی‌ها جلوگیری کردند. به هر صورت با وضعیت وخیم جبهه غربی، درگرفتن یک انقلاب در آلمان و کناره‌گیری قیصر ویلهلم دوم از مقام خود، آتش‌بس ۱۱ نوامبر ۱۹۱۸ به جنگ جهانی اول پایان داد.

## دوره میان‌دوجنگ

### حضور در مرز لهستان و منطقه بالتیک
گودریان پس از آن که در نوامبر ۱۹۱۸ دو مقام فرماندهی میدانی را برای مدت کمی بر عهده داشت، به عنوان فرمانده دفتر مرزبانی مرکزی شرق منصوب شد. این ارگان را حاکمیت جدید آلمان به منظور هدایت و هماهنگی یگان‌های شبه‌نظامی فرای‌کور برای محافظت از مرزهای آسیب‌پذیر شرقی آلمان در مقابل لهستان و شوروی ایجاد کرده بود. گودریان با وجود داشتن روحیه‌ای غیرسیاسی، از بلشویسم، ایدئولوژی حاکم بر شوروی، بیزار بود و کمونیسم را دشمن اصلی هر آلمانی می‌دانست. بحران‌های به پا شده در آلمان در سال ۱۹۱۹ گودریان را در این عقیده راسخ‌تر ساخت. این جایگاه او را وارد وزارت جنگ در برلین کرد. تا میانه سال ۱۹۱۹ در مرزهای شرقی در قرارگاه مرزبانی برسلاو و بارتنشتاین و سپس از روز ۲ ژوئن همان سال به عنوان افسر دوم ستاد در لشکر آهنین در ریگا خدمت نمود. دولت موقت آلمان سعی داشت بر این لشکر که با سرپیچی از دستور، در اراضی لهستان و روسیه در کنار ملی‌گرایان بالتیک و عناصر ضد بلشویکی به مبارزه ادامه می‌داد، تسلط پیدا کند اما روحیه ضد کمونیستی گودریان جلوی آن را می‌گرفت و موجب ناخشنودی مافوق‌ها از او می‌شد. گودریان که در آن زمان افسر نخست (عملیات‌ها) لشکر شده بود، در کنار سایر نیروهای لشکر، در گونه‌ای از سرکشی نظامی، از اجرای فرمان صریح روز ۲۳ اوت مبنی تخلیه ریگا و بازگشت به آلمان، سر باز زد. گودریان بعداً این عمل را «برای مردم و برای کشور» دانست. چنین رفتاری نشان‌گر این بود که او از همان زمان به دنبال استقلال در فکر و عمل و مایل به سرپیچی از مقامات بالاتر بوده است. به هر صورت، گودریان به اجبار از لشکر به آلمان بازگردانده شد و فرماندهی عالی از «تخلفِ» او «چشم‌پوشی» کرد.

### نیروی زمینی رایشسور
بر مبنای پیمان ورسای، شمار قوای نیروی زمینی رایشسور، نیروهای مسلح جدید آلمان، به ۱۰۰ هزار نفر از جمله ۴ هزار افسر محدود شده بود. گودریان روز ۳۰ اکتبر به عنوان افسر آن به این نیروی پیوست. ابتدا به تیپ ۱۰ رایشسور در هانوفر ملحق شد و سپس در ۱۶ ژانویه سال ۱۹۲۰ فرماندهی گروهان ۳ گردان ۱۰ یگر در گسلار را بر عهده گرفت. انتصاب او به این جایگاه‌ها، نوعی تنبیه، با تنزل از ستاد کل به فرماندهی میدانی، به خاطر نافرمانی‌های پیشین تلقی می‌شد که او را از مرزهای شرقی دور نگه می‌داشت. به هر حال سعی شد با به خدمت گرفتن گودریان در گردان سابق پدرش، حال‌وهوای معمول نظامی‌گری را به او بازگردانند. گودریان این یگان را در جریان ناآرامی‌ها و آشوب‌های سال‌های ۲۱–۱۹۲۰ در مرکز و غرب آلمان، رهبری کرد. گودریان، با این که نسبت به حاکمیت آلمان علاقه‌ای اندک و انتقاداتی شدید داشت و معتقد بود که این حاکمیت در حال «فروختن» آلمان است، با اقدام تعدادی از هم‌قطاران سابق خود در فرای‌کور، برای ساقط کردن جمهوری، مخالفت نمود.
گودریان بین ماه‌های مه سال ۱۹۲۰ تا ژانویه سال ۱۹۲۲ فرماندهی گردانی در هنگ ۲۰ پیاده‌نظام رایشسور و گردان ۳ هنگ ۱۷ پیاده‌نظام را بر عهده داشت. روز ۱۶ ژانویه سال ۱۹۲۲ به گردان ۷ ترابری موتوری در مونشن منتقل شد تا با کسب تجربیاتی ۱ آوریل وارد بخش نیروهای ترابری موتوری در وزارت رایشسور در برلین شود. تجربیات گودریان در حوزه ستادی بود و مانند بسیاری دیگر از افسران، با موتوریزه‌سازی ناآشنا بود.
گودریان پس از ورود به این بخش متوجه شد مسئولیت مربوط به مشکلات تعمیرگاه‌ها، انبارهای سوخت، فعالیت‌های ساخت‌وساز و مسئولان فنی را بر عهده دارد که جاده‌ها و تأسیسات ارتباطی هم بعداً به آن‌ها اضافه شد. این مسوولیت‌ها از قبل به او ابلاغ نشده بود و دانش تخصصی و آمادگی لازم برای چنین فعالیت تکنیکی را نیز نداشت. بدین جهت درخواست کرد به گردان یگر بازگردد که با آن مخالفت شد.

#### نظریه‌پردازی نیروهای موتوریزه و زرهی
ضمن دوری از مسائل سیاسی و تشنج‌های زمان، گودریان به مطالعه در ارتباط با موتوریزه‌سازی و مکانیزه‌سازی پرداخت. در حین مطالعه موضوع جابه‌جایی یگان‌های موتوریزه در عملیات‌های متحرک، توجه او برای نخستین بار به مسئله تانک‌ها جلب شد. گودریان با بررسی تجربیات جنگ‌افزارهای زرهی در جنگ جهانی اول و توسعه آن‌ها در ارتش‌های خارجی و مطالعه آثار لیدل هارت، فولر و مارتل متوجه اهمیت تانک در جابجایی امن نیروها شد. با تأثر عمیق نسبت به آرای این افراد، سعی کرد این نظریات را به شکل عملی برای نیروی زمینی آلمان، توسعه دهد. از این رو بسیاری از اقدامات توسعه‌ای خود را مدیون این افراد بود. او با انتشار چند مقاله در این زمینه شهرت پیدا کرد.
سرهنگ دوم والتر فن براوخیچ، فرمانده منطقه نظامی شماره ۱، زمستان ۲۴–۱۹۲۳ به گودریان مأموریت داد رزمایش‌هایی در زمینه ظرفیت‌های همکاری نیروهای موتوریزه و پشتیبانی هوایی اجرا کند. سپس تحت امر سرهنگ فن ناتسمر، بازرس کل نیروهای موتوریزه، تمریناتی برای امکان‌سنجی به‌کارگیری تانک‌ها مخصوصاً در وظایف شناسایی، در کنار سواره‌نظام ترتیب داد. او برای انجام این کار تنها نفربر زرهی که طبق پیمان ورسای آلمان مجاز به داشتن آن‌ها بود، در اختیار داشت. به هر صورت گودریان از نتایج تمرینات رضایت حاصل کرد و امیدوار بود که با این اقدامات آلمان در جهت تبدیل قوای موتوریزه خود از وظایف تدارکات به وظایف رزمی پیش برود. پس از گذراندن یک آزمون، گودریان روز نخست ماه اکتبر سال ۱۹۲۴ به عنوان آموزگار تاکتیک و تاریخ نظامی به ستاد لشکر دوم در اشتتین ملحق شد.

با وجود حفظ ارتباط با بازرسی ترابری موتوری، گودریان هیچ نقش مستقیمی در آزمایش مخفیانه تانک‌ها در شوروی و توسعه نخستین تانک‌های آلمان با عنوان پوششی «تراکتور» در میانه دهه ۱۹۲۰، نداشت. گودریان در ارتباط با این تحولات می‌گوید:
با وجود این که تولید تانک در دهه ۱۹۲۰ با پیشرفت‌های فنی بزرگی نسبت به تانک‌های تولید شده در جنگ جهانی اول همراه بود، همچنان کفایت‌گر نیاز تاکتیکی به‌کارگیری تانک‌ها در نقش جدید آن‌ها که ما برای آن پیش‌بینی کرده بودیم، نبود. امکان نداشت که به سادگی سفارش تولید انبوه مدل‌های آزمایشی آن زمان را داد.
گودریان سال ۱۹۲۷ در مقاله‌ای تحت عنوان «عناصر نیروی متحرک»، برای نخستین بار در نوشته‌های خود به بحث پیرامون اهمیت تانک‌ها در رزم متحرک پرداخت. با اشاره به رویکرد بریتانیایی‌ها، گودریان در این مقاله گفت جنگ جهانی اول نشان داد پیاده‌نظام و سواره‌نظام از قدرت تهاجمی کافی نسبت به توان آتش تسلیحات دفاعی نوین برخوردار نیستند؛ بنابراین از دستیابی به نتیجه سریع با نیروی خود ناتوان بوده‌اند. گودریان چنین نتیجه‌ای را به وسیله خودروهای رزمی در ترکیب با هواگردها قابل دستیابی دانست. در نتیجه به نفع به‌کارگیری مستقلانه آرایش خودروی رزمی با پشتیبانی نیروی هوایی استدلال کرد. گودریان به هیچ وجه جایی برای نبرد موضعی در درگیرهای آینده قائل نبود؛ بلکه تحرک را جبران‌کننده کمبود نفرات و تجهیزات خواند. او بر لازمه «نه حالت معمول، بلکه رزم متحرک غیر معمول، جنگ ابزارهای غافلگیری» با استفاده کامل از «ابزارهای فنی فراوان زمان ما» تأکید نمود.
گودریان در اکتبر ۱۹۲۷ به وزارت رایشسور بازگشت و در دفتر ترابری آن حضور پیدا کرد. ماه اکتبر سال بعد به ستاد آموزش ترابری موتوری فرستاده شد تا در زمینه تاکتیک تانک‌ها به آموزش بپردازد. او تا آن زمان هنوز تجربه عملی در این رابطه نداشت. در این مدت برای تمرینات به تانک‌های ساختگی دارای موتور اتکا و طرح ایجاد یگان تانک در سطح دسته، گروهان و گردان را بررسی کرد. گودریان به سوئد رفت تا فعالیت تانک‌های جنگ جهانی اول آلمانی را که به این کشور فروخته شده بود، مشاهده کند و خود برای نخستین بار یکی از آن‌ها را براند. سال ۱۹۲۹ در نهایت به این نتیجه رسید که تانک‌ها به تنهایی یا در اتصال به پیاده‌نظام هیچگاه اهمیت تعیین‌کننده‌ای به دست نخواهند آورد؛ بلکه سایر تسلیحات پشتیبانی که تانک‌ها به آن متکی هستند نیز می‌بایست به استاندارد سرعت و عملکرد خارج از جاده برسند. در چنین آرایشی تانک‌ها نقش اصلی را ایفا می‌کردند و سایر تسلیحات وابسته به نیازهای قوای زرهی بودند. او با آگاهی یافتن از اهمیت عملیات شناسایی مؤثر برای قوای بسیار متحرک زرهی، خواهان تشکیل تعداد زیادی یگان شناسایی موتوریزه مجهز برای الحاق به تانک‌ها بود.
روز ۱ فوریه سال ۱۹۳۱ توسط سرهنگ اسوالت لوتس، رئیس ستاد بازرسی کل نیروهای موتوریزه فرمانده گردان ۳ موتوریزه در لانکویتس برلین شد. گودریان در این یگان به کمک تانک‌ها و توپ‌های ساختگی، سه گروهان «تانک شناسایی»، «تانک» و «دفاع ضد تانک» تشکیل داد.. اقدامات گودریان خوشایند سرلشکر اتو فن اشتولپناگل، بازرس کل نیروهای ترابری موتوری قرار نگرفت. با این حال که فن اشتولپناگل کاملاً هوادار توسعه نیروهای موتوریزه به عنوان یک بازوی رزمی زرهی بود اما گودریان را از نشر آرای خود در زمینه آرایش‌های بزرگ زرهی منع و انجام تمرینات مشترک با سایر گردان‌های منطقه و بالاتر از سطح هنگ را ممنوع کرد چرا که لشکر زرهی را یک «اوتوپیا» (خیال‌پردازی) می‌دانست. هنگامی که لشکر سوم که گردان او بخشی از آن بود، رزمایشی برگزار می‌کرد، یگان گودریان اجازه نداشت در سطحی بالاتر از دسته در آن شرکت نماید.

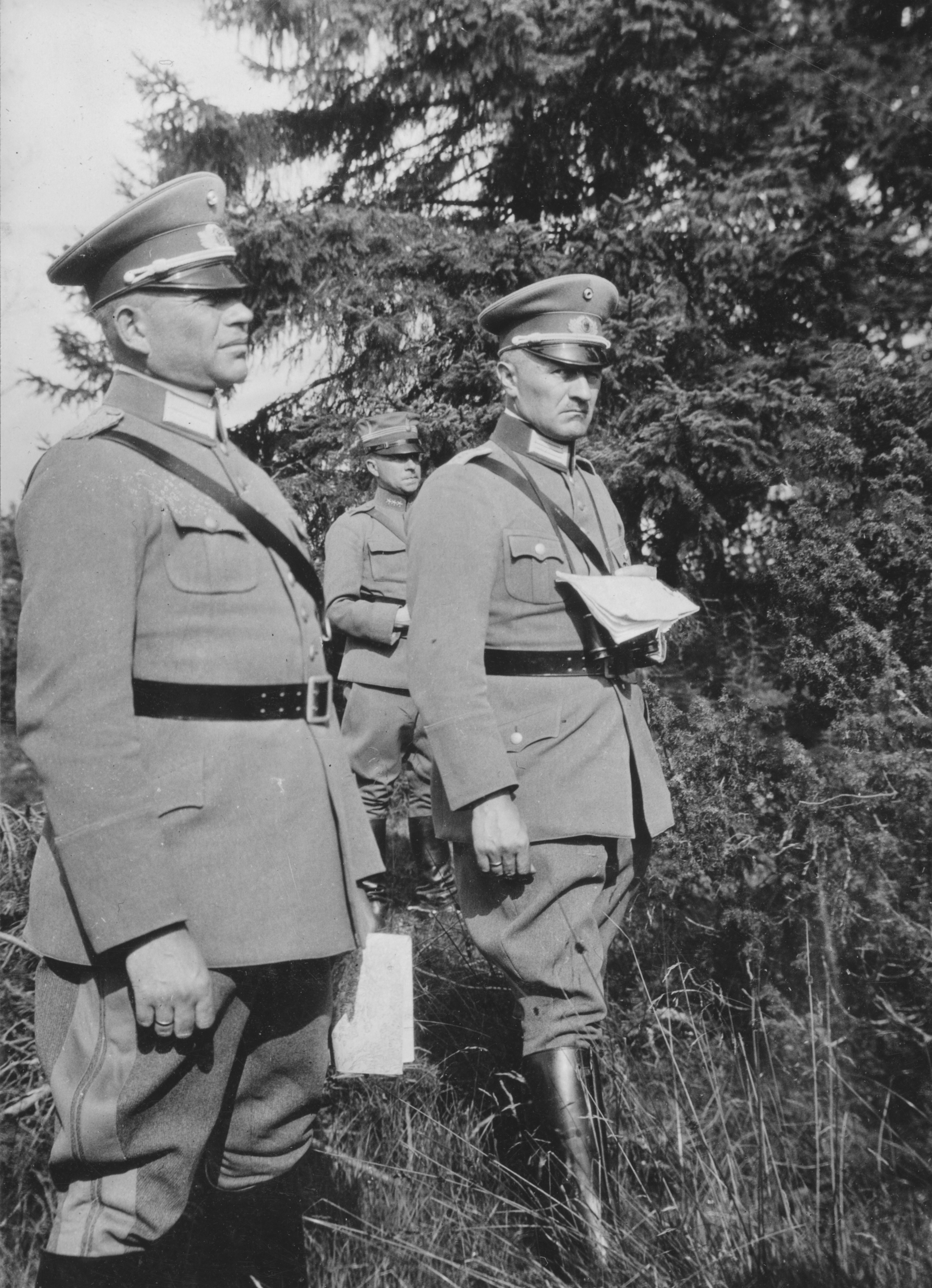
سرگرد گودریان (چپ)، ۱۹۲۹، سوئد

گودریان روز ۱ اکتبر سال ۱۹۳۱ مجدداً به وزارت رایشسور بازگشت و این بار توسط سرتیپ لوتس که بازرس کل نیروهای ترابری موتوری شده بود و دانش تکنیکی بیشتر و درک بهتری در زمینه توسعه تاکتیکی جدید داشت، به ریاست ستاد بازرسی نیروهای ترابری موتوری منصوب گشت. با آغاز تلاش رایشسور در اوایل دهه ۱۹۳۰ برای عملیاتی کردن ساختار سازمانی نیروهای زرهی، گودریان مسئول اجرای برنامه‌های آموزشی این نیروها شد. او نظریات خاص خود را در ارتباط با چگونگی به‌کارگیری تانک‌ها در میدان نبرد داشت. او اصرار داشت که از نیروهای زرهی نبایست همانند سواره‌نظام در پشتیبانی از تهاجم پیاده‌نظام استفاده شود. او معتقد بود از این نوع ادوات می‌توان در نقش‌های متعددی استفاده نمود که مهم‌ترین آن نفوذ در مواضع خط مقدم دشمن است. می‌پنداشت برای بهره‌گیری از تمامی ظرفیت تانک‌ها لازم است از آن‌ها با ساختار سازمانی مناسبی حمایت کرد. در نهایت بر ضرورت ایجاد نوع جدیدی از یگان‌های بسیار تخصصی با سازمان‌دهی به عنوان نیرویی خود اتکا برای عمل به رزم تهاجمی به جای رزم تدافعی، تأکید داشت. منظور از این خواسته‌ها خلق لشکرهای زرهی بود. گودریان معتقد بود این آرایش‌ها به تنهایی از قدرت کافی برای فائق آمدن بر دفاع پیاده‌نظام دشمن با استفاده از شوک تهاجمی و توان آتش بالا برخوردار خواهند بود. او همچنین مایل بود یک گردان ضد تانک موتوریزه به هر لشکر پیاده‌نظام اضافه گردد. مسئله گودریان در این زمان متقاعد ساختن سایر رسته‌ها و فرماندهی نیروی زمینی که در این زمان اعتقادی به ظرفیت تاکتیکی و عملیاتی نیروهای موتوریزه نداشتند، بود. گودریان گاهی بر نقطه نظرات خود تأکید متعصبانه‌ای نشان نمی‌داد چرا که بسیاری از افسران مسن‌تر به این روش‌های جدید عادت نداشتند و می‌بایست به اشکال قابل‌پذیرش‌تری آن‌ها را ارائه می‌کرد. همان‌طور که از نوشته‌هایش برمی‌آید می‌پنداشت از آن‌جایی که نیروی زمینی صد هزار نفری نمی‌توانست تانک داشته باشد، در حقیقت کسی در این نیرو این تسلیحات را ندیده بود و مشاهده تانک‌های ساختگی او در هنگام رزمایش موجب تمسخر آن‌ها، ابراز تاسف برای حامیان آن و جدی نگرفتن چنین اقداماتی می‌شد. گودریان با تولید خودروهای شنی‌دار و زره‌پوش بدون برجک مخالف بود. برای او، با کنار نهاده شدن خودروهای زرهی، تانک تنها معنای زره‌پوش را داشت.

## ورماخت

### توسعه نیروهای زرهی و ایجاد لشکر زرهی
در پی زیر پا گذاشته شدن علنی محدودیت‌های پیمان ورسای و شکل‌گیری ورماخت، گودریان عمده موانع در مقابل ایده‌های خود برای سازمان یک «ورماخت به‌روز» را مخالفت افراد بالا دست در ستاد کل ذکر می‌کند. در این زمان، ستاد کل نیروی زمینی به دنبال ارتقا این نیرو از طرق متعارف بود و توجه کمتری به ظرفیت نیروی‌های زرهی نشان می‌داد. اما با به قدرت رسیدن حزب ناسیونال سوسیالیست، گودریان و لوتس از سال ۱۹۳۳ از پشتیبانی آدولف هیتلر، صدراعظم برخوردار شدند. گودریان که توانسته بود به ارتباطاتی درون رده رهبران حزب ناسیونال سوسیالیست دست یابد، اوایل سال ۱۹۳۴ فرصتی به دست آورد تا حالت اولیه‌ای از یک لشکر زرهی را به هیتلر نشان دهد و او را شگفت‌زده کند؛ چنان‌که گفت «این [لشکر زرهی] همان چیزی است که لازم داشتم.» تقریباً بلافاصله تصمیم به ایجاد سه لشکر زرهی گرفته شد. طرح گودریان، ایجاد پنج لشکر زرهی آماده‌به‌رزم تا سال ۱۹۴۰ بود. گودریان ژوئیه سال ۱۹۳۴ به ریاست ستاد فرماندهی نیروهای ترابری موتوری منصوب شد. با این که از کاستی‌های تانک پنزر ۲ انتقاد می‌شد تا از تولید عمده آن جلوگیری شود، گودریان که برای گسترش سریع نیروهای زرهی تحت فشار بود، در بهار سال ۱۹۳۵ موفق شد این تانک را وارد خط تولید کند.
گودریان در ژوئیه ۱۹۳۵ نخستین رزمایش یک لشکر زرهی را با موفقیت کامل به انجام رساند. در اکتبر، با درجه سرهنگی به فرماندهی لشکر دوم زرهی رسید؛ در حالی که فرماندهی دو لشکر دیگر به دو سرلشکر سپرده شد. او در اوت سال بعد به درجه سرتیپی رسید. در فوریه سال ۱۹۳۸ جانشین لوتس در فرماندهی کل نیروهای زرهی شد و درجه سرلشکری هم گرفت. او در ۱ آوریل فرماندهی سپاه ۱۶، نخستین سپاه زرهی آلمان را بر عهده گرفت. گودریان از این که لشکرهای پیاده‌نظام موتوریزه به سپاه ۱۴ و لشکرهای سبک به سپاه ۱۵ تعلق گرفت، «عمیقاً متأسف» بود اما اختیاری برای جلوگیری از آن نداشت.
گودریان پس از ترفیع به درجه سپهبدی، در ۲۴ نوامبر در جایگاه ریاست «نیروهای سریع» متشکل از تمامی نیروهای زرهی و موتوریزه، نشست. در این جایگاه بر دانشکده‌های این نیروها نیز نظارت می‌نمود. نیروهای زرهی برای نخستین بار در الحاق اتریش به آلمان در معرض آزمایش عملیاتی قرار گرفتند. در این رویداد، لشکر دوم زرهی تحت فرمان گودریان در عرض دو روز ۶۹۰ کیلومتر را طی کرد و عملکرد بسیار رضایت‌بخشی داشت. گودریان و یگان‌های زرهی، همچنین در ضمیمه کردن صلح‌آمیز سودتنلند به رایش سوم نقش داشت.

### جنگ جهانی دوم

#### لهستان
گودریان روز ۲۶ اوت سال ۱۹۳۹ با ترک جایگاه‌های پیشین، با ناخشنودی فرماندهی سپاه ۱۹ موتوریزه را که متشکل از یک لشکر زرهی و دو لشکر موتوریزه بود، به دست گرفت. این سپاه گونه‌ای از نیروی ذخیره به حساب می‌آمد و با استقرار در اراضی شمال در مجاورت دانتسیش، اهداف جغرافیایی محدودی داشت. سپاه گودریان مجموعاً شامل ۵۲ هزار نفر نیرو، ۱۵۶ توپ متوسط، ۸٬۷۶۰ خودرو و ۵۳۰ زره‌پوش می‌شد.

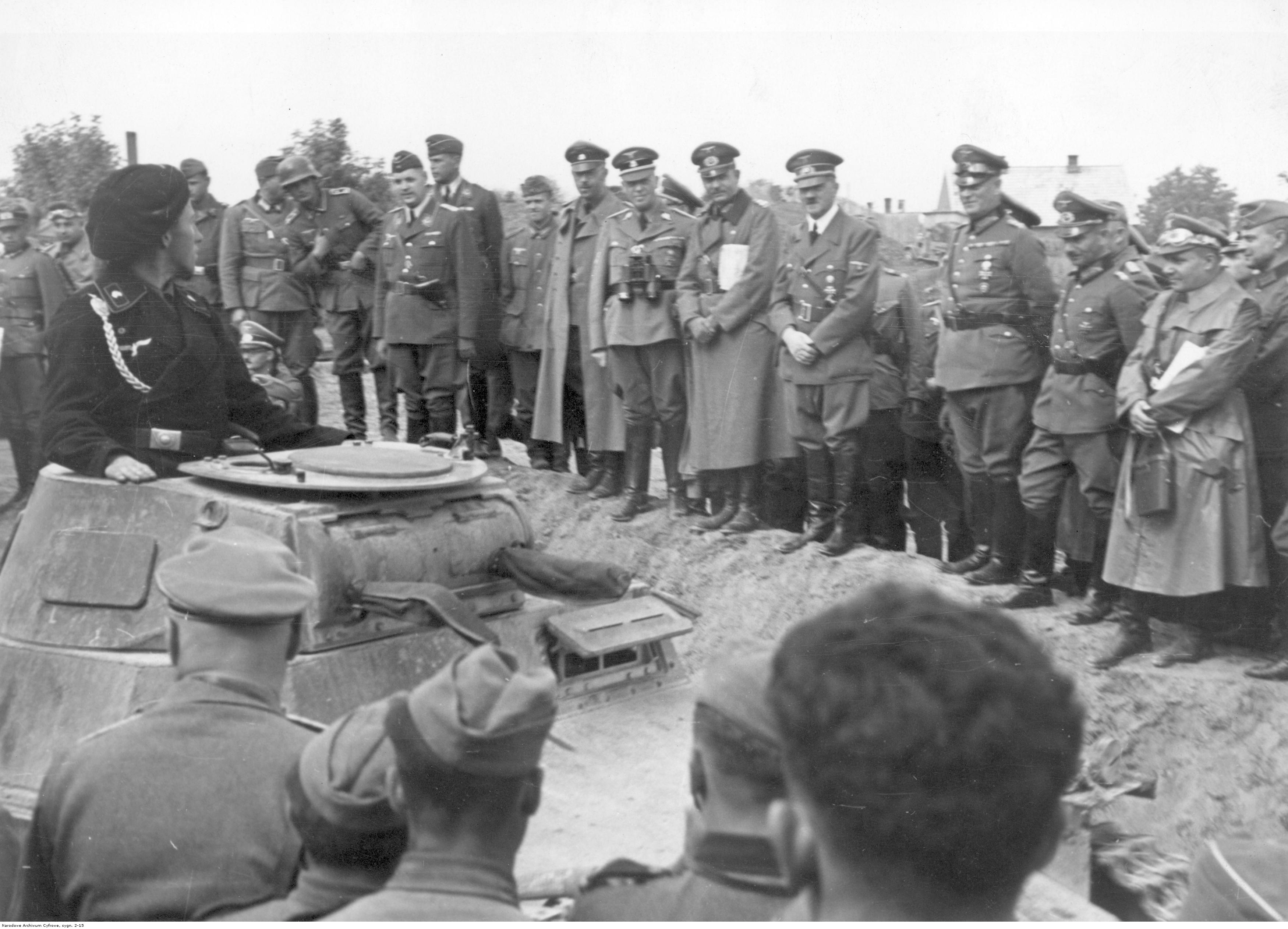
بازدید آدولف هیتلر از سپاه ۱۹ موتوریزه تحت فرمان گودریان (پنجمین نفر از راست)، سپتامبر ۱۹۳۹

بدین ترتیب با آغاز تهاجم آلمان به لهستان از روز ۱ سپتامبر سال ۱۹۳۹ تنها یک لشکر زرهی جهت به‌کارگیری آرا و صرف تمرکز در اختیار گودریان بود. فرماندهی این لشکر سوم زرهی بر عهده سرلشکر لئو گیر فن شوپنبورگ قرار داشت که تا پیش از ایجاد نخستین سپاه زرهی ارشدتر از گودریان بود و خود فردی سخت اراده به حساب می‌آمد. با ناتوانی گودریان از اجتناب از دخالت در امور فرماندهی لشکر، به شکل طبیعی بین دو تن اصطکاک پدید آمد. در نتیجه‌گیر گیر فن شوپنبورگ صراحتاً به گودریان گفت سرش به کار خودش باشد و به فرماندهی سپاه بپردازد. در همین حال، گودریان نسبت به دو لشکر دیگر دوم و بیستم پیاده‌نظام موتوریزه خود که مأموریت پشتیبانی از لشکر سوم زرهی را داشتند، بی‌توجهی نشان می‌داد. نیروهای گودریان در جریان پاکسازی اراضی غرب رود ویستولا در روز ۲ سپتامبر حدود ۴ هزار نفر از قوای لهستانی را به اسارت گرفتند و طلایه‌داران آن روز بعد با گذر از این رود به سپاه ۲۱ متصل شدند. به نقل از گودریان، سپاه او در جریان نبردهای سه روز نخست تنها متحمل ۸۵۰ نفر تلفات از جمله ۱۵۰ کشته، شد. علاوه بر این در این مدت سرنیزه زرهی گودریان ۳۸ تانک از مجموع ۱۵۸ تانک اولیه خود را از دست داد. هیتلر روز ۵ سپتامبر شخصاً از قرارگاه گودریان بازدید به عمل آورد. پس از عبور از کریدور لهستان یک لشکر زرهی دیگر به سپاه گودریان افزوده شد.
در همین مرحله آغازین از جنگ، با وجود این که تجربیات گذشته او تا حدود زیادی به وظایف ستادی محدود بود، گودریان صورت بی‌نظیری از روحیه تهاجم نسبت به ژنرال‌های هم سیاقش، از خود نشان داد. با پایبندی به سنت «رهبری از جلو» در میان فرماندهان آلمانی جهت دستیابی به اطلاعات دست اول و عمل بر طبق آن، مداوما در حرکت بود و با حضور در محل درگیری‌های سنگین شخصاً «نقطه سقل» تهاجم را شناسایی و نیروهایش را تهییج می‌کرد. برخلاف سایر ژنرال‌ها که تحرک مستمر موجب قطع اتصالشان با ستاد یگان می‌شد، گودریان با بهره‌گیری از تجهیزات ارتباطی مدرن از طریق استفاده از خودروی فرماندهی دارای رادیو، اتصال خود با قرارگاه فرماندهی سپاه را حفظ می‌نمود. در یک مورد که گودریان با تیپ ۳ زرهی در خط مقدم حضور داشت، پوشش غلیظ میغ در سطح زمین سبب شد توپخانه سنگین لشکر سوم زرهی، با وجود دریافت فرمان صریح دست نزدن به چنین کاری، به اشتباه شروع به هدف قرار دادن موقعیت او بکند. چند گلوله توپ با فاصله اندکی در نزدیکی خودروی فرماندهی گودریان فرود آمد. به او آسیبی نرسید اما دستپاچگی راننده موجب سقوط خودرو در یک خندق و از کار افتادن آن شد.

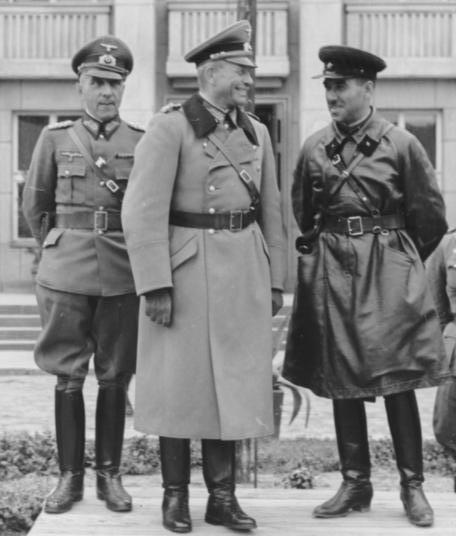
در مراسم رژه مشترک با ارتش سرخ شوروی، در کنار سرلشکر موریتس فن ویکتورین، فرمانده لشکر بیستم پیاده‌نظام موتوریزه (چپ) و سرتیپ سیمیون کریووشین، فرمانده تیپ ۲۹ تانک سبک شوروی

گودریان پس از قریب به یک هفته توقف، عصر روز ۸ اوت فرمان ادامه حرکت را دریافت کرد. او موظف شد به سمت جنوب پیشروی کند و در ویزنا از رود نارو بگذرد. گودریان صبح روز بعد خود را به این محل رساند. سپاه او هم‌اینک می‌بایست به سمت بیلسک در ۸۰ کیلومتری جنوب شرقی حرکت می‌کرد و سپس به سمت برست در ۸۰ کیلومتری جنوب آن یورش می‌برد. طلایه‌داران گودریان تا عصر روز ۱۳ سپتامبر ۳۰ کیلومتر با برست فاصله داشتند و با وجود تعلق آن به حوزه نفوذ شوروی بر اساس پیمان مولوتوف-ریبنتروپ، او روز بعد حمله به آن را با پوشش هوایی لوفت‌وافه با سه لشکر خود آغاز کرد. فائق آمدن بر مدافعان قلعه برست بیش از دو روز به طول انجامید. پس از تصرف برست، نیروهای گودریان ۵۰ کیلومتر دیگر تا کوبرین به سمت شرق پیشروی کردند. پس از آغاز تهاجم شوروی به لهستان، تیپ ۲۹ تانک سبک به عنوان جلودار ارتش چهارم شوروی روز ۲۰ سپتامبر در ۲۴ کیلومتری شمال برست به یگان گودریان ملحق شد و دو روز بعد به برست رسید. گودریان پس از اجرای یک رژه نظامی مشترک به اختیار خودش، این شهر را به ارتش سرخ تحویل داد و شروع به عقب‌نشینی به غرب رود بوگ کرد. بدین ترتیب گودریان به کمک دو لشکر زرهی خود با نفوذ در عمق اراضی دشمن در عرض ده روز حدود ۳۳۰ کیلومتر پیشروی نمود؛ درحالی‌که در این مدت تنها ۴ درصد از نفرات خود را دست داد. به جهت عملکردش در نبرد لهستان، گودریان روز ۲۷ اکتبر سال ۱۹۳۹ مفتخر به دریافت نشان صلیب شوالیه صلیب آهنین شد.
گودریان پس از تجربه میدان نبرد در لهستان، جهت ارتقا فرماندهی و هدایت نیروهای متحرک، توصیه کرد فرماندهان و اعضای قرارگاه گردان‌ها و هنگ‌های زرهی در فاصله نزدیک‌تری نسبت به آرایش نیروهایشان قرار داشته باشند تا دید بهتری به میدان نبرد پیدا کنند و به شکل موثرتری به وضعیت به سرعت در حال تغییر واکنش نشان دهند. بر این اساس، همچنین برای افزایش تحرک، قرارگاه‌ها می‌بایست در خودروهای زرهی حرکت کنند و ادوات رادیویی ارتباطی قابل اتکایی در اختیار داشته باشند.

#### فرانسه

##### مورد زرد

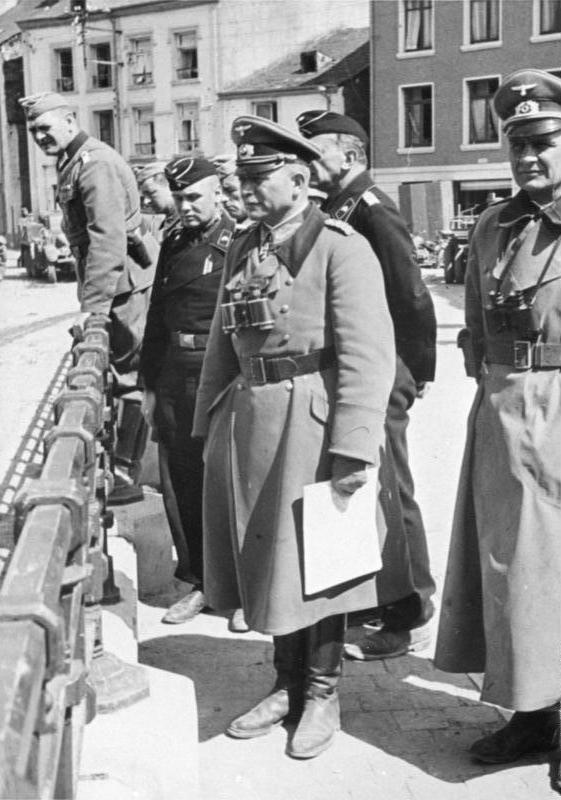
در کنار سرهنگ دوم گوستاف-آدولف ریبل، آجودان خود (چپ)، در حال مشاهده بازسازی یک پل توسط مهندسان رزمی، بوین، بلژیک، ۱۲ مه ۱۹۴۰

پس از موفقیت در لهستان انتظار می‌رفت گودریان به فرماندهی نیروهای زرهی آلمانی در تهاجم به فرانسه منصوب شود اما این مقام به اوالت فن کلایست که پیش از این سابقه مخالفت با مسئله نیروهای زرهی را داشت، اعطا شد تا احساس شود تعصبات افکار قدیمی همچنان بر نیروی زمینی آلمان حاکم است. به هر صورت به نظر می‌رسد فن کلایست در اداره زیردستان خود و توجه به آرای مختلف بهتر از گودریان که بدون «شخصیت رهبری» و «بی‌صبر» توصیف می‌شد، عمل می‌کرد تا برای سطوح فرماندهی بالا مناسب‌تر باشد. قرارگاه سپاه ۱۹ موتوریزه میانه ماه نوامبر سال ۱۹۳۹ به مناطق غربی منتقل و ابتدا در دوسلدورف و سپس در کوبلنتس مستقر گردید. این سپاه ماه فوریه سال ۱۹۴۰ سازمان‌دهی مجدد و با سه لشکر یکم، دوم و دهم زرهی بخشی از گروه زرهی کلایست در گروه ارتش آ شد. با وجود عدم مشارکت مستقیم، سرلشکر فن مانشتاین، رئیس ستاد گروه ارتش آ که طرح نهایی عملیات در غرب را تنظیم نمود، نظرات گودریان را نیز از دید یک فرمانده نیروهای زرهی جویا شد. گودریان با بررسی دقیق نقشه و با دانشی که از جغرافیای منطقه داشت، به فن مانشتاین اطمینان داد طرحش امکان عملیاتی شدن دارد. گودریان به او وعده داد تهاجم غافلگیرانه نیروهای زرهی از ناحیه آردن با چنان سرعتی صورت خواهد گرفت متفقین فرصت ایجاد دفاع مستحکم در طول رود موز را نیابند. تنها موضوعی که گودریان بر آن تأکید کرد استفاده از بیشترین میزان نیروهای زرهی، در صورت امکان همه آن‌ها، در قسمت محاصره کننده بود. او بر این نکته در شبیه‌سازی که روز ۷ فوریه در کوبلنتس انجام پذیرفت، مجدداً تأکید نمود. بدین ترتیب در انطباق کامل با عقیده گودریان که می‌گفت «با مشت حمله کن، نه با انگشتان به اطراف پخش‌شده»، تمامی تانک‌های نیروی زمینی آلمان در ده لشکر زرهی متمرکز شدند. نزدیک دو سوم تانک‌های گروه زرهی کلایست به سپاه گودریان تعلق گرفت.
گودریان و والتر نرینگ، رئیس ستاد او، یک برنامه آموزشی شدید را با هدف ابتکار آفرینی و کسب مهارت در رهبری یگان‌های تحت امرشان آغاز کردند. گودریان که بر این برنامه نظارت داشت، ماه‌های فوریه و مارس سال ۱۹۴۰ بازدیدهای مداومی از مراکز آموزشی مختلف در سرتاسر آلمان به عمل آورد. این آموزش‌ها به شکل اختصاصی شامل تمرین عبور از رودخانه به کمک قایق‌های تهاجمی و پل‌های شناور برای پیاده‌نظام و یگان‌های مهندسی می‌شد.
سپاه گودریان در تهاجم آلمان به فرانسه، در مسئولیتی خطیر مأمور به گذر از رود موز در سدان، برقراری سر پل بر آن و حرکت به سمت کانال مانش شد. گودریان «سه روزه تا موز، روز چهارم آن سوی موز» را شعار نیروهای خود کرد. نیروهای او به عنوان نخستین سپاه گروه زرهی با آغاز حرکت از بامداد روز ۱۰ مه، با نفوذ سریع از درون جنگل‌های آردن و گذر از خاک لوکزامبورگ، توانستند عصر روز ۱۲ مه در سدان به رود موز برسند و روز بعد به سر پلی بر آن دست یابند. همان روز، درحالی‌که گودریان در دیدار با فن کلایست به سر می‌برد، هتل پانوراما، محل قرارگاه یگان او در بولون، توسط نیروی هوایی بریتانیا بمباران شد. با وجود مقاومت شدید نیروهای فرانسوی، این گذرگاه تا عمق ۵ در ۵ کیلومتر گسترش یافت. گودریان این شکل گذر از موز را «همانند تمرین‌هایمان» توصیف نمود. ارتشبد گرت فن روندشتت، فرمانده گروه ارتش آ، موفقیت گودریان را «معجزه‌ای که قادر به درک آن نیست» خواند. در این زمان، گودریان قصد داشت مدتی در این نقطه متوقف شود تا لشکر دوم زرهی خود را به سر پل برساند اما فن کلایست خواهان ادامه تهاجم و حفظ فشار بر فرانسوی‌ها بود و گودریان را بر این مسئله مجاب کرد. صبح روز ۱۴ مه ضد حمله زرهی فرانسوی‌ها در بونسون دفع شد. در همین زمان، لشکر یکم زرهی و هنگ ۱ پنتسرگرندیر سر پلی در کانال آردن ایجاد کردند. ضد حملات دیگر دشمن نیز دفع و با رسیدن پیاده‌نظام سر پل به آن‌ها سپرده شد. گودریان ظهر همان روز به لشکرهای یکم و دوم زرهی فرمان به حرکت در جانب غرب «تا اتمام آخرین قطره بنزین» داد و لشکر دهم زرهی را موظف به دفاع از گذرگاه در سدان کرد. با اجرای ضد حملات مکرر دشمن، لشکر دهم زرهی با وجود برتری تانک‌های سنگین فرانسوی، با پشتیبانی هنگ پیاده‌نظام گروس‌دویچلانت، قادر شد خط مقدم را حفظ نماید. تا روز ۱۵ مه خط دفاعی فرانسوی‌ها شکسته شد و نیروهای گودریان خود را به مونتکورنه رساندند. گودریان نیمه شب ۱۶ مه فرمانی از جانب فن کلایست مبنی عدم پیشروی نیروهای زرهی فرا تر از مونتکورنه دریافت کرد که چند ساعت پیش از آن صادر شده بود. بدون آگاهی از این فرمان، گودریان از پیش به دو لشکر زرهی خود دستور به حرکت به جانب غرب داده بود. این مسئله موجب مجادله بین این دو تن شد. گودریان در ابتدا با سرهنگ کورت سایتسلر، رئیس ستاد فن کلایست تماس تلفنی گرفت. با نارضایتی از پاسخ سایتسلر، این بار به خود فن کلایست تلفن کرد تا فرمان را لغو کند. فن کلایست پذیرفت پیشروی برای بیست و چهار ساعت دیگر جهت تعریض سر پل به اندازه کافی، ادامه یابد.

اجرای عملیات برش داس با جلوداری نیروهای گودریان

روز بعد پس از ۸۰ کیلومتر پیشروی دیگر و رسیدن گودریان به رود اوآز، مجدداً این بار فرماندهی عالی با نگرانی از امکان ضد حمله دشمن علیه جناح باز چپ تهاجم، فرمان به توقف صادر کرد. صبح روز ۱۷ مه فن کلایست به دیدن گودریان در قرارگاهش در سوآز رفت تا شخصاً او را وادار به تبعیت از فرمان کند. گودریان بر اجرای طرح عملیاتی از پیش مقرر شده اصرار داشت و این خطر را دریافته بود که توقف منجر به از دست رفتن ابتکار عمل خواهد شد. فن کلایست گودریان را متهم به سرپیچی از فرمان‌ها کرد و قصد داشت او را از مقامش برکنار کند اما گودریان پیش‌دستانه استعفا داد. گودریان ضمن مطلع کردن فن روندشتت از تصمیمش، در تماس رادیویی سرلشکر رودولف فایِل، فرمانده لشکر دوم زرهی، را احضار کرد تا هدایت سپاه را به او بسپارد. ارتشبد ویلهلم لیست، فرمانده ارتش دوازدهم با مجوز ارتشبد فن روندشتت، نقش میانجی را ایفا کرد. لیست به قرارگاه گودریان رفت و پس از دریافت گزارش شرایط و شنیدن نظرات گودریان، استعفای او را لغو نمود. لیست فرمان توقف را از جانب فرماندهی عالی نیروی زمینی دانست که می‌بایست از آن تبعیت شود. با تأیید فن روندشتت، لیست در حالتی میانه به گودریان اجازه داد دست به «شناسایی با رزم» بزند اما قرارگاه خود را در سوآز نگاه دارد. این مسئله به او امکان داد صورتی از فشار تهاجمی را بر دشمن حفظ کند. با وجود تبعیت ظاهری و باقی گذاشتن قرارگاه در سوآز، گودریان خود همراه با یگان‌های جلودار پیش رفت و چندین کیلومتر خط تلفن را پشت سر خود کشید تا یگان‌های ردیابی رادیویی ورماخت نتوانند موقعیت او را بیابند. در مدت دو روز توقف، نیروهای او به استراحت و بازیابی پرداختند. با از سرگیری حرکت، لشکر دوم زرهی با ۹۰ کیلومتر پیشروی، شامگاه روز ۱۹ مه به آبویل، هدف نهایی طرح عملیاتی، دست پیدا کرد. در نهایت طلایه‌داران گودریان ساعت ۲ بامداد روز ۲۰ مه به کانال مانش رسیدند و چهار ارتش میدانی دشمن را در منطقه‌ای بزرگ در شمال فرانسه بین خود و دریا به محاصره انداختند. پوشش هوایی لوفت‌وافه تأثیر ویژه‌ای در فراهم آوردن امکان پیشروی عمیق در اراضی دشمن برای نیروهای گودریان داشت. گودریان ضمن دفع ضد حمله نیروهای بریتانیایی در آراس، روز ۲۱ مه پیشروی را در طول خط ساحلی ادامه داد. روز ۲۲ مه سپاه ۱۹ موتوریزه در غرب آراس به شهر بولون دست یافت. راس یورش سهمی شکل تانک‌های لشکر دهم زرهی روز ۲۳ مه کاله را دور زده و کلیه قوای موجود در آن را به محاصره درآورد. گودریان در این موقعیت با دانکرک، آخرین بندر در اختیار قوای در محاصره متفقین، تنها ۱۵ کیلومتری فاصله داشت. روز ۲۴ مه بار دیگر دستور توقف به یگان‌های پیشرو زرهی صادر شد. هدف از این فرمان حفظ قوای زرهی برای ادامه عملیات به سمت جنوب فرانسه بود. تا این زمان سپاه گودریان حدود نیمی از تانک‌های خود را از دست داده بود. به عقیده لیدل هارت، بعید نبود اگر فرمان به توقف او صادر نمی‌شد گودریان بتواند راه گریز بریتانیایی‌ها از طریق بندر دانکرک را سد کند. اعتراضات و «التماس» مکرر گودریان به این فرمانِ به عقیده او «منحوس»، توسط فرماندهی عالی «نشنیده» گرفته شد. پس از حوادث پیشروی بدون مجوز او از روز موز، گودریان دیگر جسارت دوباره نادیده گرفتن این فرمان مقطوع را به خرج نداد. گودریان بعدها «غرور» هرمان گورینگ را که مدعی بود لوفت‌وافه از پس نیروهای دشمن در دانکرک برخواهد آمد، دلیل این تصمیم از جانب هیتلر دانست.

##### مورد قرمز

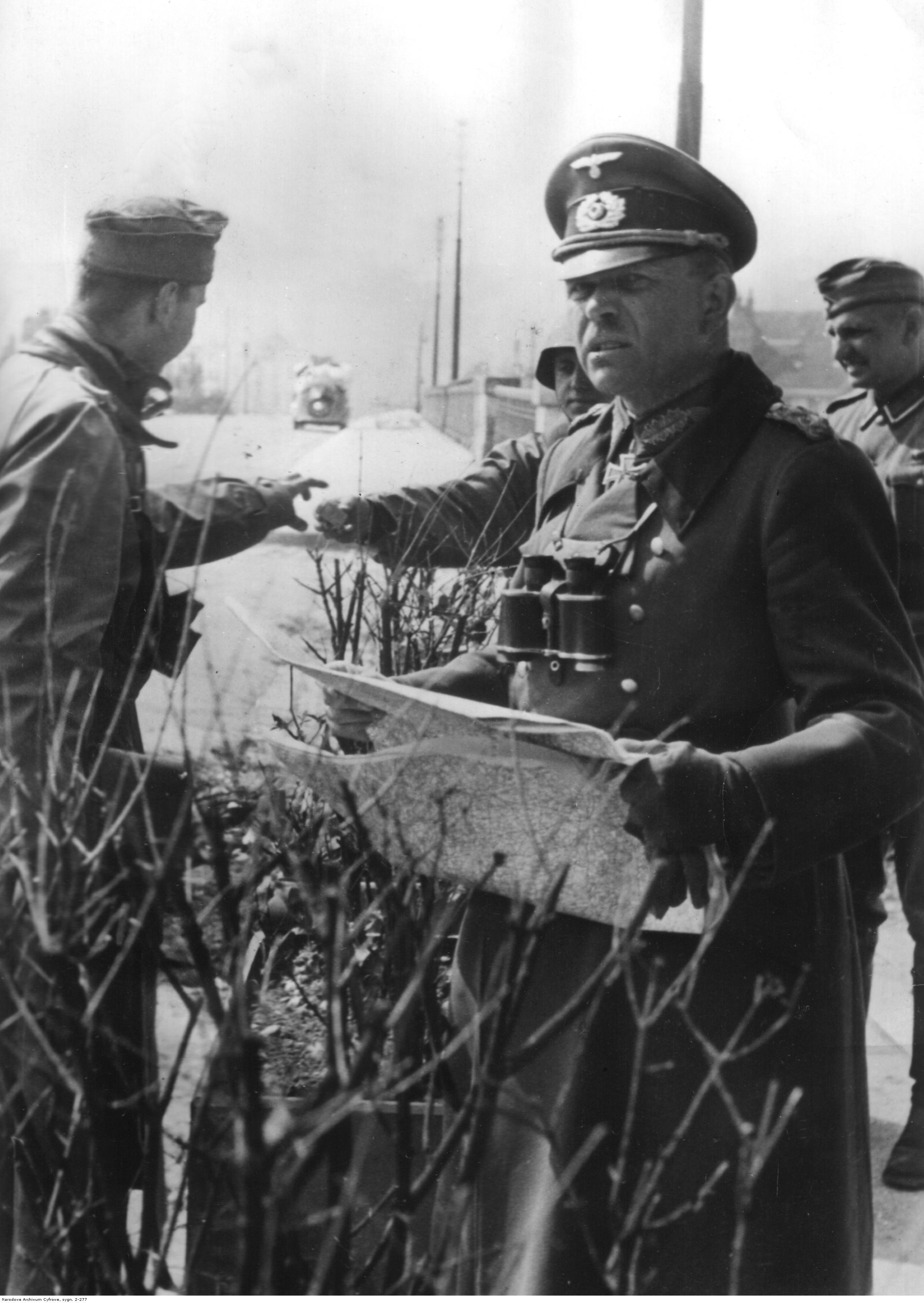
در حال مطالعه نقشه، ژوئن ۱۹۴۰، فرانسه

سپاه گودریان پس از تصرف کاله در روز ۲۶ مه و درگیری مختصری با نیروهای در محاصره در دانکرک، از خط مقدم عقب کشیده شد تا با سازمان‌دهی مجدد برای مورد قرمز، مرحله دوم عملیات در فرانسه آماده شود. گودریان خود نیز تمایلی به استفاده از تانک‌ها در جغرافیای مردابی منطقه برای پاکسازی دانکرک نداشت و پیاده‌نظام را برای آن مناسب‌تر می‌دید. روز ۱ ژوئن یگان او به «گروه زرهی گودریان» تغییر عنوان داد. این گروه زرهی شامل دو سپاه ۳۹ و ۴۱ موتوریزه مجموعاً متشکل از چهار لشکر زرهی و دو لشکر پیاده‌نظام موتوریزه بود. این مسئله گودریان را به سطحی هم‌تراز فن کلایست که یگان مشابهی را فرماندهی می‌کرد، ارتقا داد. نیروهای گودریان در جناح چپ تهاجم خود به خط ویگاند را از ۹ ژوئن آغاز نمودند و با یک پیشروی سریع ۳۰۰ کیلومتری، روز ۱۷ ژوئن به مرز سوئیس رسیدند تا مابقی نیروهای سه ارتش فرانسه را همراه مدافعان خط دفاعی ماژینو کاملاً به محاصره بیندازند. حدود ۵۰۰ هزار نفر در این ناحیه به اسارت نیروهای گودریان درآمدند. فرانسه روز ۲۲ ژوئن پیمان آتش‌بس با آلمان را امضا کرد و گروه زرهی گودریان پایان این ماه منحل شد تا به عنوان پیشین خود بازگردد. در پی این پیروزی، گودریان روز ۱۹ ژوئیه سال ۱۹۴۰ به درجه ارتشبدی ترفیع گرفت.
پیروزی آلمان در جبهه غربی نتیجه تکامل تاکتیکی و پیشرفت فنی در یک دوره بلندمدت از پیش جنگ جهانی اول بود که گودریان با نقش‌آفرینی در ایجاد نیروهای زرهی ورماخت تأثیر تعیین‌کننده‌ای در مراحل نهایی آن ایفا نمود. با وجود برخی نواقص و مشکلات، نظریات گودریان در این نبردها به اثبات رسید و اقدامات سازمانی او برای لشکرهای زرهی آن را به ابزاری تعیین‌کننده بدل ساخت. به اذعان لیدل هارت، شم هیتلر در شناسایی سریع‌تر ارزش ایده‌ها و استعدادهای جدید نسبت به ستاد کل و ارج نهادن به آن‌ها تعیین‌کننده‌ترین عامل در موفقیت‌های گودریان بود.

#### بریتانیا و جبل‌الطارق
ایده اولیه تصرف جبل‌الطارق و سواحل شمال آفریقا ظاهراً برای نخستین بار ماه ژوئن سال ۱۹۴۰ توسط گودریان با هیتلر در میان گذاشته شده است. بر این مبنا، گودریان از هیتلر خواست آتش‌بس با فرانسه به تعویق بیفتد تا او با دو لشکر زرهی با گذر از اسپانیا و تنگه جبل‌الطارق، مستعمرات فرانسه در شمال آفریقا را تسخیر کند.

#### شوروی
گودریان ماه‌های آتی را صرف سازمان‌دهی یگان‌های تحت امرش و مطالعه تجربیات عملیات در فرانسه کرد. «گروه گودریان» متشکل از دو سپاه موتوریزه شامل چهار لشکر زرهی و دو لشکر پیاده‌نظام موتوریزه، اواخر ماه ژوئن سال ۱۹۴۰، در قالب آماده‌سازی‌های دفاعی از مرزهای شرقی که مراحل ابتدایی طرح تهاجم به شوروی به حساب می‌آمد، تحت امر ارتش هجدهم قرار گرفت و می‌بایست در حوالی برلین و در لهستان مستقر می‌شد. یگان گودریان روز ۱۶ نوامبر مجدداً گسترش یافت و تغییر عنوان داد تا این بار «گروه زرهی ۲» نام بگیرد. گودریان در این زمان با اقدام فرماندهی عالی در دو برابر کردن تعداد لشکرهای زرهی با نصف کردن توان تانک هر لشکر مخالف بود و به شدت به آن حمله برد. در مراحل نهایی طرح‌ریزی تهاجم، هالدر که می‌پنداشت استحکامات مرزی شوروی قوی‌تر از برآوردها است، طرح هماهنگی گروه‌های زرهی و ارتش‌های پیاده‌نظام را داده بود تا پیاده‌نظام در نفوذ اولیه مؤثر باشد. درحالی‌که گودریان خواهان اجتناب از قرار دادن پیاده‌نظام در صف پیشین نیروهای زرهی بود؛ چرا که معتقد بود ستون آهسته نیروهای پیاده و تجهیزات اسب‌کشنده در جاده‌های اندک مناسب شوروی راه را بر قوای زرهی خواهد بست؛ مسئله‌ای که در فرانسه نیز موجب تأخیر در حرکت سریع تانک‌ها شده بود. در نهایت با پشتیبانی فیلدمارشال فدر فن بک، فرمانده گروه ارتش مرکز، گودریان آزادی عمل برای اجرای عملیات مطابق نظر خود را دریافت و تانک‌های خود را بلافاصله پشت مرز مستقر کرد.
گروه زرهی گودریان با ۲۴۰ هزار نفر نیرو و ۹۹۴ تانک در قالب ۱۵٫۵ لشکر بزرگ‌ترین گروه زرهی به‌کار گرفته شده در ابتدای تهاجم به شوروی بود. حرف لاتین G، مخفف گودریان، به رنگ سفید بر بدنه تمامی خودروهای این گروه زرهی حک شده بود. گودریان برای تهاجم سه سپاه از چهار سپاه خود را در خط مقدم و چهارمی را در جایگاه ذخیره قرار داد. او روزهای ۲۰ و ۲۱ ژوئن از یگان‌های جلودار خود دیدار کرد تا از آمادگی آن‌ها مطمئن شود.

##### ناحیه مینسک
با آغاز عملیات بارباروسا از بامداد ۲۲ ژوئن سال ۱۹۴۱، نیروهای گودریان در اتصال با ارتش چهارم در جناح جنوبی گروه ارتش مرکز، اتحاد جماهیر شوروی را مورد تهاجم قرار دادند. او که امیدوار بود در عرض پنج یا شش روز به مینسک برسد، با عبور از کنار قلعه برست، تا روز بعد خود را به باراناویچی در عمق ۲۰۰ کیلومتری رساند. اقدام سپاه ۱۴ مکانیزه شوروی در سد کردن راه پیشروی گودریان در این موقعیت، بی‌نتیجه بود و در عرض چهار روز به از دست رفتن قریب به ۴۵۰ تانک از مجموع ۴۸۰ تانک آن انجامید. در همین حال، وخامت شرایط راه‌ها و مسائل تدارکاتی مشکلاتی برای یگان‌های تحت امر گودریان ایجاد نموده و پیشروی آن‌ها را کند کرده بود. روز ۲۴ ژوئن، فیلدمارشال فن بک با نگرانی از امکان تصمیم برای بستن حلقه محاصره نیروهای زرهی در نوووگرودوک و با تلاش برای بزرگ‌تر کردن محاصره تا جای ممکن، به نیروهای زرهی تحت امرش فرمان حرکت به سمت مینسک را داد. بدین ترتیب گروه زرهی ۲ در همکاری با گروه زرهی ۳ مأموریت بستن حلقه محاصره در شرق مینسک و پاکسازی نیروهای در محاصره دشمن در این منطقه را دریافت کرد. گودریان همان روز در جلسه ستاد سپاه ۲۴ موتوریزه در اسلونم به سختی از کمین دشمن جان به در برد.
لشکر بیست و نهم پیاده‌نظام موتوریزه از روز ۲۵ ژوئن با جدا شدن از سایر نیروهای گروه زرهی ۲ با وجود اعتراض گودریان، به فرمان فن کلوگه جهت سد کردن مسیر بین دو منطقه تحت محاصره بیاویستوک و مینسک، تا ۲۹ ژوئن در ولکوویسک مستقر بود. نیروهای گودریان روز ۲۶ ژوئن شهر سلوتسک در صد کیلومتری جنوب مینسک را به زیر سلطه خود درآوردند. گودریان در نامه ۲۷ ژوئن خود به خانه عملیات را تا بدان لحظه حائذ «موفقیت‌های خیلی خوب» و تأثیری «نابود کننده» بر دشمن دانست.
با میل گودریان به پیشروی به سمت مسکو در شرق به جای حرکت در جانب شمال شرقی برای اتصال به هوت و کم توجهی او به تأکید طرح عملیاتی بارباروسا بر محاصره نیروهای دشمن، قوای ارتش سرخ توانستند برای دو روز دیگر از جانب جنوب شرقی از محاصره در حال تکمیل بگریزند. از همین رو روز ۲۸ ژوئن این بار به دستور فن بک لشکر دهم زرهی نیز با وجود اعتراض شدید گودریان، با جدا شدن از گروه زرهی ۲ به ارتش چهارم پیوست تا حفره جنوب شرقی حلقه محاصره را ببندد. در نهایت روز ۲۹ ژوئن طلایه‌داران دو گروه زرهی با الحاق به یکدیگر حلقه محاصره در حومه شرقی مینسک در ۳۰۰ کیلومتری عمق خاک شوروی را بستند تا چهار ارتش میدانی شوروی را به دام بیندازند. در این شرایط تلفات انسانی وارد آمده به نیروهای گودریان در هفته نخست عملیات دو برابر میزان تلفات هوت بود.

##### ناحیه اسمولنسک
با گسسته شدن اتصال با ارتش چهارم و دریافت آزادی عملیاتی تقریباً بدون توقف برای استراحت، گودریان در ادامه پیشروی رو به رود برزینا کرد و روز ۲۹ ژوئن سر پلی بر آن در بابرویسک را به سلطه خود درآورد. هیتلر همان روز با نگرانی از عملیات‌های برد بلند نیروهای زرهی که موفقیت در مناطق بزرگ تحت محاصره بیاویستوک-مینسک را به خطر می‌انداخت، از فرمانده نیروی زمینی خواست از گروه ارتش مرکز بخواهد اجازه پیشروی فرا تر از بابرویسک به گودریان ندهد.
برای هماهنگی بیشتر بین نیروهای زرهی و قوای پیاده، دو گروه زرهی و دو سپاه دیگر تحت فرمان فیلدمارشال گونتر فن کلوگه در ارتش چهارم قرار گرفتند تا «ارتش چهارم زرهی» را شکل دهند. گودریان به اندازه‌ای از این تصمیم برآشفته شد که سرگرد فن بِلو، افسر رابط ستاد کل در گروه زرهی ۲ را به پروس شرقی فرستاد تا به هالدر بگوید ترجیح می‌دهد از مقامش عزل شود تا این که تحت امر فن کلوگه باشد. هالدر که نمی‌خواست موجب برانگیخته شدن شک پیشوا در ارتباط با قصد فرماندهی عالی نیروی زمینی در ارتباط با تمرکز بر مسکو شود، با مسئله سپردن فرماندهی هر دو گروه زرهی به گودریان به عنوان یکی از سرسخت‌ترین مدافعان این رویکرد، به شدت مخالف بود. از طرفی هالدر احتمالاً به گودریان به عنوان فردی شهره به وفاداری نسبت به پیشوا، اعتماد نداشت و نمی‌خواست او را در جایگاهی قرار دهد که به صورت بی‌واسطه‌تری با هیتلر در ارتباط باشد.
به هر صورت، برخلاف خواست هیتلر، هالدر امیدوار بود گودریان در کنار هوت، «کار درست را انجام دهد» و با وجود عدم دریافت فرمان خاصی در این رابطه، با سرعت به طرف مسکو یورش ببرد. فن بک نیز که در این زمینه با هالدر هم عقیده بود، به صراحت به گودریان گفت که با این حال که خود شخصاً نمی‌خواهد مسئولیتی دربارهٔ اقدامات فرماندهان نیروهای زرهی داشته باشد، فرماندهی عالی نیروی زمینی انتظار دارد او و هوت بدون دریافت دستور یا حتی با دستوری ضد آن، «به برنامه پذیرفته‌شده پیشین عمل کنند.» گودریان در این شرایط احساس کرد هالدر و فن براوخیچ خواهان این هستند که او تمام ریسک حاصل از نافرمانی را بر عهده بگیرد درحالی‌که خود آن‌ها مسئولیتی بر دوش نداشته باشند. در این حال، نبود فرمان‌ها روشن از مراجع بالاتر، سبب می‌شد گودریان فرمان‌ها آن‌ها را بر مبنای ادراک خود تفسیر نماید. ارتباطات رادیویی ضعیف موجب تشدید این مسئله می‌شد. روز ۳۰ ژوئن، هالدر به او دستور داد همراه گروه زرهی ۳، هر چه سریع‌تر ناحیه بین پولوتسک تا روگاچف را پاکسازی کند. گودریان همان روز با پرواز به قرارگاه گروه زرهی ۳، ضمن تلاش برای همراه کردن هوت برای سرپیچی از فرامینی که باعث کند شدن حرکت آن‌ها به سمت شرق می‌شود، خواهان هماهنگی در عملیات گذر از رود برزینا شد که با استقبال او مواجه شد.

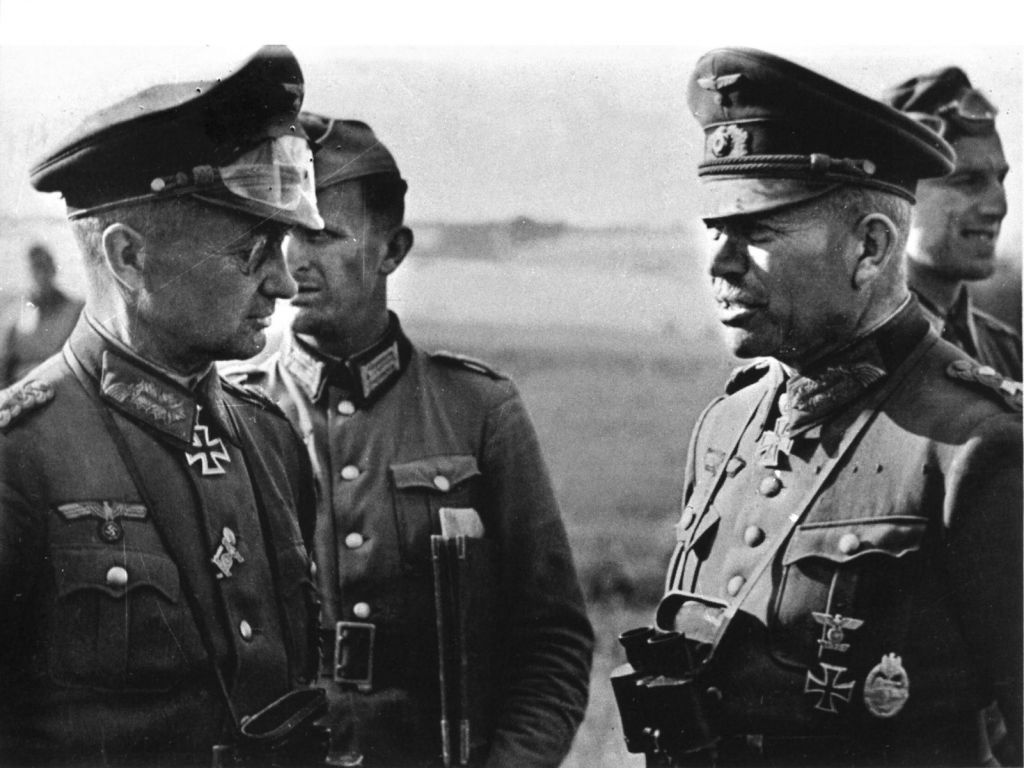
در کنار سرلشکر والتر مدل، فرمانده لشکر سوم زرهی، ۱۹۴۱

شنود رادیویی آلمان از ظهر روز ۳ ژوئیه از قصد تهاجم زرهی شوروی به بوریسوف مطلع شده بود. گودریان با دریافت این اطلاعات شخصاً جهت تمهیدات دفاعی لازم از بوریسوف بازدید به عمل آورد و به لشکر هفدهم زرهی در مینسک دستور داد یک گروه‌رزمی خود را به منظور تقویت گذرگاه بوریسوف اعزام کند. اجرای ضد حمله شوروی در شرق بوریسوف با وجود وارد آوردن تلفات سنگین به دو طرف، به نتیجه‌ای نرسید. در همین هنگام فرماندهی گروه ارتش مرکز فرمان به حرکت لشکر هفدهم زرهی به سمت جنگل‌های نالیبوکا در غرب مینسک داد. با فهم اشتباه این فرمان در اثر اختلال رادیویی، تمامی لشکر هفدهم زرهی راهی بوریسوف در شرق شد. به شکل مشابهی، فرمان فن کلوگه مبنی بر استقرار هنگ پیاده‌نظام گروس‌دویچلانت در ستولبتسی نیز به اشتباه دریافت و این هنگ با جدا شدن از حلقه محاصره، همراه آخرین بخش لشکر هفدهم زرهی به سمت بوریسوف حرکت کرد. به گفته دیوید استاهل، تاریخدان آمریکایی، وقوع اختلالات رادیویی ادعای گودریان بوده و فن کلوگه در واکنش با برآشفتگی آن را توطئه ژنرال‌ها در نافرمانی ضد او خوانده و آن‌ها را به محاکمه نظامی تهدید کرده است. فن کلوگه ۵ ژوئیه گله‌مندی خود را در ناتوانی از کنترل گودریان و هوت به فرماندهی عالی نیروی زمینی ابراز داشت که در پاسخ والتر فن براوخیچ، فرمانده کل نیروی زمینی به او اعلام کرد او تنها وظیفه هماهنگی دارد و نباید در جزئیات امور دخالت کند. فن براوخیچ به او توصیه نمود به این فرماندهان توانمند خود آزادی عمل ببخشد. در این شرایط فن بک با عدم رضایت از توانایی فن کلوگه در فرماندهی، با نادیده گرفتن او، مکرراً با گودریان به شکل مستقیم ارتباط برقرار می‌کرد. گودریان همین زمان در نامه‌ای خصوصی به خانه، فن کلوگه را مایه «رنج» خود و «ترمزی بر پیشروی» خواند.
گودریان با دریافت چراغ سبز و تشویق از جانب فن بک و هالدر، علی‌رغم میل هیتلر، حرکت سریع به سمت رو دنیپر را آغاز کرد. در شرایطی که نیروهای او در خطی به طول ۲۴۰ کیلومتر از غرب به شرق کشیده شده بودند، ۵ ژوئیه موفق شد در جناح راست با عبور از گذرگاه رود برزینا، در نزدیکی روگاچف به رود دنیپر برسد. روز ۷ ژوئیه تلاش گودریان برای پیشروی از جناح چپ با لشکر هفدهم زرهی توسط نیروهای ارتش سرخ متوقف و زیر ضد حمله دفع شد. همان روز این لشکر را، به استثنای قوای پوششی، به جانب غربی دنیپر عقب کشید تا از آن در حمله به اورشا استفاده کند. گودریان خود اذعان داشت که «لشکرهای زرهی پس از ۱۶ روز رزم بی‌وقفه تا حدودی مستهلک شده‌اند»؛ با این حال نیروهای خود را با شدت همیشگی پیش می‌برد و مصمم بود از دنیپر بگذرد. گودریان روز ۸ ژوئیه گله‌مند بود که اگر فن کلوگه عناصری از گروه زرهی او را در نزدیکی مینسک نگاه نمی‌داشت، «حدود سه روز زودتر» و در مقابل مقاومتی ضعیف‌تر گذر از رود دنیپر محقق می‌شد.
حرکت دو گروه زرهی در قالب برنامه به محاصره درآوردن مجدد نیروهای دشمن در یک منطقه بزرگ این بار با بستن حلقه محاصره در شرق اسمولنسک و در ادامه پیش‌روی سرنیزه زرهی با هدف مسکو صورت می‌گرفت. جهت اجرای چنین عملیاتی، حفظ اتصال ضروری با گروه زرهی ۳ با توقف پیشروی جناح راست گروه زرهی ۲ و الحاق به گروه زرهی ۳ در جانب چپ لازم به نظر می‌رسید. با این حال چنین اتفاقی نیفتاد. گودریان از روز ۷ ژوئیه در حال آماده‌سازی برای گذر از دنیپر در ناحیه بین اورشا و ژلوبین بود. او با جابه‌جایی نیروها قصد داشت بزرگ‌ترین تمرکز نیروهای شوروی در گذرگاه‌های اصلی دنیپر را دور بزند و از ضعیف‌ترین قسمت خط دفاعی دشمن عبور کند. در این رویکرد مواضع قدرتمند دشمن بعداً توسط پیاده‌نظام پاکسازی می‌شدند. این عمل نه تنها تعداد زیادی از نیروهای دشمن را پشت سر گروه زرهی ۲ باقی می‌گذاشت، جناح جنوبی آن را نیز متحمل تهدید ضد حمله دشمن در شرق رود می‌کرد. گودریان با تصور این که نیروهای شوروی در این نواحی به اندازه‌ای ضعیف و بی‌سازمان هستند که نمی‌توانند خطری برای او بیافرینند، می‌خواست چنین ریسکی را متحمل بشود.
با وجود درخواست نیروی کمکی از ارتش دوم و گسیل شدن با عجله دو لشکر پیاده‌نظام جهت پوشش جناح جنوبی گروه زرهی ۲، گودریان قصد داشت با تانک‌های خود و بدون منتظر ماندن جهت رسیدن لشکرهای پیاده‌نظام تهاجم را ادامه دهد. این مسائل سبب شد حتی پس از انهدام محاصره مینسک و آزاد شدن مابقی نیروهای گودریان، تنش بین او و فن کلوگه همچنان باقی باشد. گودریان در مسئله گذر از دنیپر نظر فن کلوگه که مافوق او به حساب می‌آمد، را جویا نشد. اطلاع فن کلوگه از قصد گودریان که نوعی عمل واگرا نسبت به گروه زرهی ۳ به حساب می‌آمد، موجب اختلاف نظر بین این دو تن شد. فن کلوگه با دیدار از قرارگاه گودریان در اوایل روز ۹ ژوئیه، با گذر او از دنیپر بدون انتظار برای پشتیبانی پیاده‌نظام و توپخانه بیشتر مخالفت کرد. گودریان با بی‌اعتمادی نسبت به فن گلوله، اعلام نمود نیروهای او در مواضع آغاز تهاجم متمرکز شده‌اند و نگاه داشتن طولانی آن‌ها در این موقعیت موجب قرار گرفتن آن‌ها در معرض تهدید حملات هوایی دشمن می‌شود. او حتی مدعی شد اگر این حمله با موفقیت اجرا گردد کل عملیات بارباروسا در همین سال مختومه خواهد شد. نهایتاً با استناد گودریان به طرح عملیاتی پیش از جنگ و عدم دریافت دستور الزام‌آور دیگری توسط او، فن کلوگه که در مقابل عمل انجام شده قرار گرفته بود، همان روز با این حرکت موافقت نمود. فن کلوگه به گودریان هشدار داد: «عملیات‌های تو همواره به نخی بند است.» آگاهی کامل از اختیار اعطا شده از جانب فرماندهی گروه ارتش مرکز و فرماندهی عالی نیروی زمینی به گودریان سبب عقب‌نشینی با اکراه فن کلوگه شد.
نیروهای گودریان طبق برنامه، ۱۰ و ۱۱ ژوئیه با موفقیت از دنیپر عبور کردند و شهر مستحکم موگیلف و گذرگاه تخلیه شده اورشا را پشت سر نهادند. جنگ برق‌آسای (بلیتس‌کریگ) گودریان با تصور این که مدافعان آن ضعیف‌تر و بی‌سازمان‌تر از آن هستند که تهدیدی متوجه او سازند، موگیلف را به پیاده‌نظام ارتش دوم سپرد. گودریان روز ۱۱ ژوئیه قرارگاه خود را از بوریسوف ۸۰ کیلومتر جلوتر برد و به تولوچین در ۵۰ کیلومتری غرب اورشا، منتقل کرد. ساختمانی که گودریان در تولوچین قرارگاه خود را در آن مستقر کرد همان ساختمانی بود که ناپلئون بناپارت در سال ۱۸۱۲ در جریان تهاجم خود به روسیه در آن مستقر شد. گودریان همان روز پس از بازدید از قرارگاه لشکر بیست و نهم پیاده‌نظام موتوریزه در کوپیس، شخصاً با یک قایق تهاجمی از دنیپر عبور کرد تا خود را به گذرگاه سپاه ۴۶ موتوریزه در شکلوف برساند؛ به هر صورت با لزوم اتصال گذرگاه‌ها، نتوانست به مقصد برسد و به کرانه غربی بازگشت. هنگام مراجعت به قرارگاه فرماندهی خود، گزارشی از پیشرفت نیروهایش به فن کلوگه ارائه نمود. گودریان در تولوچین گزارشی نیز به سرهنگ رودولف اشمونت، آجودان ارشد هیتلر ارائه ساخت.

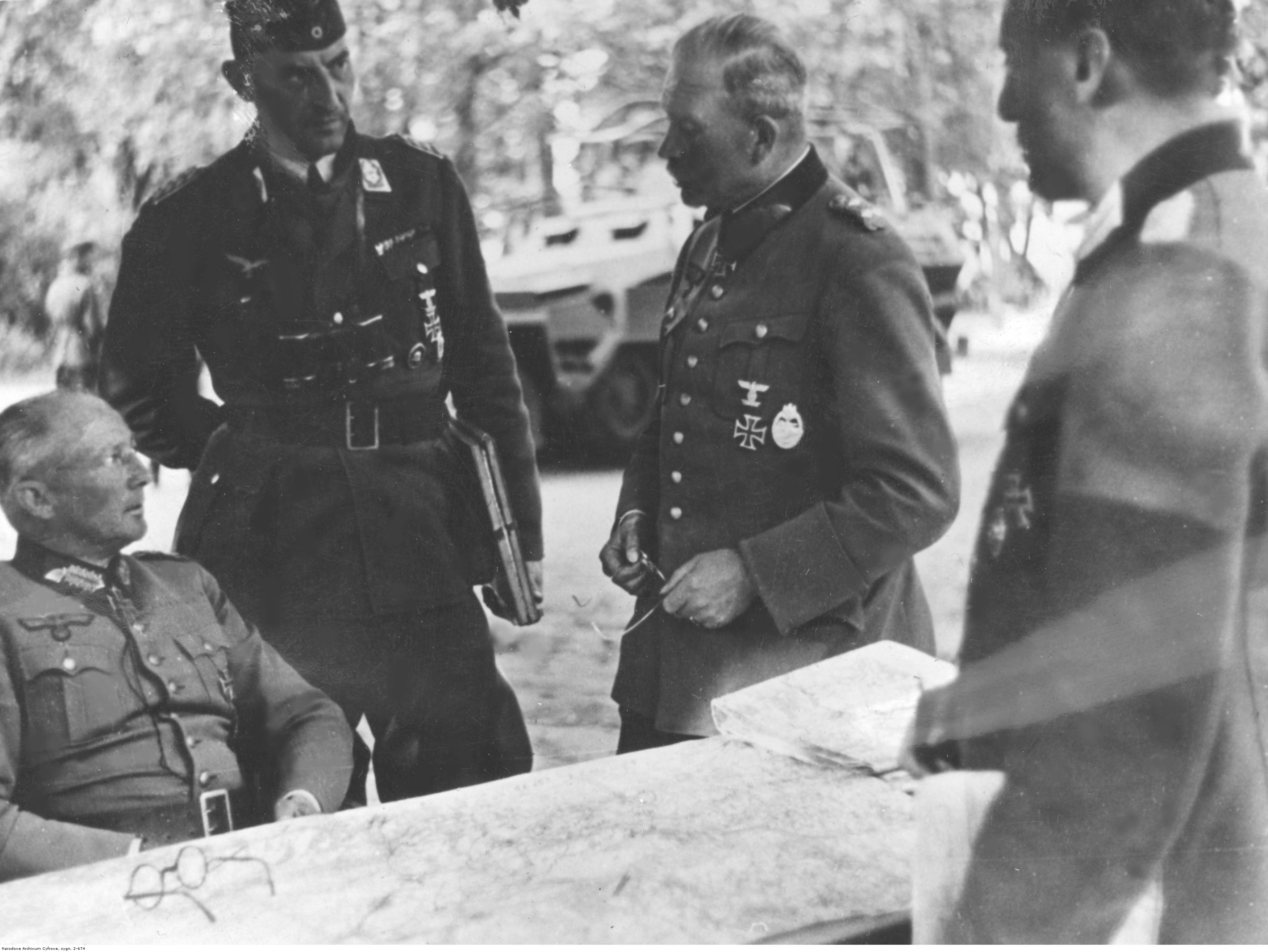
در دیدار با فیلدمارشال گونتر فن کلوگه، فرمانده ارتش چهارم، اوت ۱۹۴۱

روز ۱۳ ژوئیه، طبق پیش‌بینی، نیروهای او به شدت از جانب ناحیه گومل در جنوب شرقی مورد حمله قرار گرفت که با یورش‌هایی در جناح داخلی در ناحیه موگیلف و اورشا همراه شد. این ضدحملات قدرتمند در جناح راست گروه زرهی ۲ و علیه ارتش دوم که جانب جنوبی را پوشش می‌داد، موجب کاهش قابل توجه سرعت بازوی جنوبی طرح محاصره نیروهای ارتش سرخ در ناحیه اسمولنسک شد. به هر صورت این ضد حملات نتوانست باعث توقف گودریان شود و او پس از سازمان‌دهی مجدد، پیشروی را از همان روز از سر گرفت. سرنیزه زرهی گودریان متشکل نیروهای لشکر بیست و نهم پیاده‌نظام روز ۱۵ ژوئیه خود را به شهر اسمولنسک رساند و روز بعد بر آن مسلط شد. در این زمان، همانند محاصره مینسک، گودریان دوباره تصمیم گرفت به جای خرچش سپاه ۴۶ موتوریزه به جانب ناحیه غرب یارتسفو جهت اتصال به نیروهای گروه زرهی ۳ در شمال غربی اسمولنسک و تکمیل محاصره، به منظور به دست آوردن موضع مناسبی جهت یورش به مسکو، به سمت ارتفاعات یلنیا در ۸۰ کیلومتری جنوب شرقی اسمولنسک حرکت کند. یلنیا تا شب ۱۹ ژوئیه در مقابل مقاومت شدید نیروهای شوروی، به تصرف لشکر دهم زرهی ورماخت درآمد. این مسئله موجب پدید آمدن برآمدگی یلنیا در خط مقدم ورماخت شد. همان روز گودریان دستور به توقف پیشروی و بازسازی نیروها داد. با ضد حملات شوروی به این ناحیه، با وجود تحمل خسارات انسانی و تجهیزاتی سنگین، برای حفظ شرقی‌ترین نقطه دست یافته شده در مسیر مسکو، تسلط گودریان بر برآمدگی یلنیا حفظ شد.
صبح روز ۲۰ ژوئیه فن کلوگه به عنوان مافوق ظاهری او، در تماس تلفنی از گودریان خواست سپاه ۴۶ موتوریزه را از یلنیا بیرون بکشد تا به کمک آن محاصره ناحیه اسمولنسک تکمیل شود. گودریان با ارائه پاسخ منفی، این عمل را موجب «سرسخت‌تر شدن دشمن شکست خورده» دانست. با اصرار گودریان بر حفظ یلنیا برخلاف درخواست فن کلوگه و با توجه به ناتوانی سپاه ۴۶ موتوریزه در پیشروی به سمت دوروگوبوژ و اتصال به نیروهای گروه زرهی ۳ در شمال، بخش بزرگی از قوای ارتش‌های شانزدهم و بیستم شوروی موفق به گریز از محاصره به سمت شرق از راه دوروگوبوژ شدند. همان روز ۲۰ ژوئیه فن بک با ارسال یکی از افسران ستاد خود به قرارگاه گودریان، با بی‌اهمیت خواندن هر چیز دیگر، از او خواست «منطقی باشد» و با غیرممکن دانستن حرکت بلافاصله به طرف مسکو، دست از پیشروی بیشتر به سمت شرق بردارد تا محاصره تکمیل گردد. بدین شکل عمل گودریان سبب شد پیروزی در ناحیه اسمولنسک برای ورماخت ناقص باشد.
به هر صورت حفره شرق اسمولنسک در نهایت روز ۲۶ ژوئیه با رسیدن لشکر بیستم پیاده‌نظام موتوریزه از گروه زرهی ۳ به لشکر هفدهم زرهی از گروه زرهی ۲ در غرب یارتسفو، کاملاً بسته شد تا بخش بزرگی از نیروهای شوروی در داخل محاصره قوای ورماخت قرار بگیرند. روز ۱۷ ژوئیه سال ۱۹۴۱ برگ‌های بلوط به نشان صلیب شوالیه صلیب آهنین گودریان افزوده شد. این نشان را سرهنگ اشمونت در ناحیه عملیاتی به دست گودریان رساند.
در این موقعیت گروه زرهی گودریان در عرض یک و نیم ماه ۶۵۰ کیلومتر از خط مرزی در عمق اراضی شوروی پیشروی کرده بود و مسکو را در برد عملیاتی خود داشت.

##### نبرد کی‌یف
شرایط حساس در جناح جنوبی گروه زرهی ۲ حتی گودریان را به عنوان یکی از سرسخت‌ترین حامیان حرکت مستقیم به سمت مسکو، وادار به تصدیق لزوم رسیدگی به خطر نیروهای شوروی در آن قسمت کرد. روز ۲۷ ژوئیه فن بک به گودریان اطلاع داد برای حل مسئله جناح جنوبی گروه زرهی ۲ در ناحیه روسلافل و در جهت آماده‌سازی برای چرخش این گروه زرهی به سمت جنوب بر مبنای فرمان شماره ۳۳ پیشوا، فرا تر از درخواست پیشین او، هم‌اینک به جای یک سپاه، دو سپاه پیاده‌نظام ۷ و ۹ مستقیماً تحت فرمان او قرار می‌گیرد. بدین منظور گروه زرهی او از فرمان فن کلوگه خارج شد و موقتاً به «گروه ارتش گودریان» تغییر عنوان داد. گودریان از روز ۱ اوت تهاجمی با دو سپاه ۲۴ موتوریزه و ۷ به سمت روسلافل آغاز کرد. تا روز ۳ اوت چهار لشکر دشمن در این ناحیه به محاصره افتادند و در نهایت منهدم شدند. نیروهای گودریان در این موقعیت در نقطه‌ای قرار داشتند تا طبق فرمان پیشوا، حرکت دیگری را به منظور از بین بردن ارتش پنجم شوروی در مرداب‌های پریپیات، بین دو گروه ارتش مرکز و جنوب، در جهت گومل آغاز نمایند. هالدر که مسکو را هدف مهم‌تری قلمداد می‌کرد، فرمان داد صرفاً بخش‌هایی از گومل و چرنیگوف که در دسترس است تصرف شود.
در این حال، ادامه دشواری‌هایی که ارتش دوم ورماخت در جناح جنوبی خود در ناحیه روگاچف-ژلوبین در اطراف گومل با آن مواجه بود، هالدر را بر آن داشت در کنفرانس روز ۶ اوت در قرارگاه فرماندهی گروه ارتش مرکز، با توجه به باقی نماندن نیروی ذخیره کافی برای ارتش دوم جهت اجرای عملیات تهاجمی، مقرر کند گودریان یک لشکر زرهی خود را به جناح شمالی ارتش دوم بسپارد تا این ارتش قادر شود در طول رودهای دنیپر و سوژ به سمت گومل در جنوب یورش ببرد. گودریان که همواره به دنبال حفظ یکپارچگی یگان‌های گروه زرهی خود بود، به این بهانه که نیروهای او نیاز به استراحت دارند، با این ایده به شدت مخالف کرد. گودریان در نامه‌ای به همسرش، بدون نام بردن از هالدر، این خواسته را «حماقت» خواند که کسی در مقابل آن به او کمک نمی‌کند. به هر صورت، با عقب‌نشینی دشمن از مواضع مقابل نیروهای او، گودریان روز ۷ اوت خواهان دریافت مجوز ارسال لشکرهای سوم و چهارم زرهی به سمت کراسنوپول در شرق رود سوژ شد تا خود تهدید دشمن در جناح جنوبی ارتش دوم را از بین ببرد. در نهایت عملیات در ناحیه کریچف از ۹ اوت توسط سپاه ۲۴ موتوریزه گودریان و لشکر هفتم پیاده‌نظام ارتش دوم آغاز شد. نیروهای شوروی در کریچف تا روز ۱۲ اوت کاملاً به محاصره افتادند و در عرض دو روز ۱۶ هزار تن از آن‌ها به اسارت درآمدند. بدین شکل مشکل در جناح جنوبی ارتش دوم بدون این که گودریان هیچ‌یک از یگان‌های خود را به فرماندهی دیگری بسپارد حل شد.
در پی تصمیم دیگری از طرف پیشوا، گودریان می‌بایست حرکت خود به سمت جنوب را ادامه می‌داد تا با اتصال به گروه زرهی ۱ در منطقه‌ای وسیع ناحیه کی‌یف را به محاصره درآورد. گودریان به جهت شرایط راه‌ها، مشکلات تدارکاتی و فرسایشی که در اثر آن به ادوات او وارد می‌شد، منتقد جهت جدید تهاجم بود. گفته می‌شود او که این حرکت را به جهت ضعف لشکرهای تحت امرش «کاملاً غیرممکن» قلمداد می‌کرد، این اعتراض را با «بلاهت مجرمانه» خواندن آن نشان داده است. پس از دیدار روز ۲۳ اوت با آن‌ها، گودریان که از پیش در نزد بسباری در جایگاه یک «ژنرال قهرمان» و سرشناس بود و هم‌اینک در مرکز این طرح قرار داشت، به تشویق فن بک و با دعوت هالدر، اواخر ماه اوت شخصاً به ولفس‌شانتسه، قرارگاه پیشوا، پرواز کرد تا برای آخرین بار هیتلر را از فرستادن نیروهای او به سمت کی‌یف به جای مسکو، بازدارد. طبق ادعای سرهنگ رودولف-کیریستوف فرایهر فون گرسدورف، افسر رابط آبور در گروه ارتش مرکز، گودریان هنگام ترک این جمله را بر زبان آورد که «فقط با گذر از جنازه من راه دیگری [جز مسکو] برگزیده خواهد شد.» پس از رسیدن به پروس شرقی فن براوخیچ به گودریان گفت پیشوا تصمیمش را از پیش گرفته است و تلاش‌ها در این باره فایده‌ای ندارد و او را از مطرح کردن این مسئله در نزد پیشوا منع کرد. گودریان مدعی شده است پس از دریافت این فرمان قصد بازگشت به خط مقدم بدون دیدار با پیشوا را داشته است اما فن براوخیچ مانع شده است اما مجدداً خواسته است نزد هیتلر حرفی از مسکو نزند. بدین شکل گودریان در دیداری بین هیتلر و ژنرال‌های بلندپایه حضور یافت. او این بار نیز مدعی شده است در ابتدا به توصیه فن براوخیچ پایبند بوده است. به هر صورت وقتی هیتلر از گودریان پرسید آیا نیروهای او قادر خواهند بود «تلاش بزرگ دیگری» صورت دهند، پاسخ گرفت «اگر به نیروها هدف بزرگی داده شود که اهمیت آن بر هر سربازی عیان باشد، بله». گودریان سپس به صورت مفصلی به تشریح دلایل خود برای تمرکز بر مسکو پرداخت. او به نقش مسکو به عنوان یکی از مراکز بزرگ ارتباطات، ترابری و صنعتی شوروی اشاره نمود و تسخیر آن را دارای تأثیر روانی زیادی دانست که موجب کسب راحت‌تر پیروزی در جاهای دیگر می‌شود. گودریان هشدار داد اگر نیروهای او و سایر نیروها به سمت اهداف دیگری منحرف شوند «سپس برای وارد کردن ضربه آخر به مسکو در این سال، دیر خواهد شد.» هیتلر سخنان گودریان را قطع نکرد اما در اثر آن‌ها متقاعد نیز نشد. او با اذعان به عدم آشنایی ژنرال‌ها با «جنبه‌های اقتصادی جنگ»، مهم‌ترین هدف را سلطه بر زمین‌های کشاورزی و منابع معدنی اوکراین در ابتدا دانست. موافقت حاضران با این سخنان موجب ناراحتی گودریان شد. بعداً در ارتباط با کوتاه آمدنش در برابر هیتلر در خاطراتش نوشت: «فکر کردم درست نیست که صحنه بدی در برابر رئیس حکومت آلمان در حالی که در حلقه مشاورانش است، درست کنم.» گودریان از این که هالدر و براوخیچ او را در این موقعیت همراهی نکردند «بسیار متأسف» بود. گودریان می‌نویسد از آن پس موظف به «ممکن کردن غیرممکن» شد.
گودریان بعداً ادعا کرد هیتلر در این جلسه، مطابق مقاومت شدید پیشین او در مقابل خارج شدن هر نیرویی از تحت فرمانش، وعده داده است، هنگام اجرای عملیات به سمت جنوب، یگان‌های گروه زرهی گودریان از یکدیگر جدا نخواهند شد. با این حال هالدر کاربرد نیروهای گودریان در این تهاجم را به تنها یگان‌هایی که «برای دیگر وظایف گروه ارتش مورد نیاز نیستند و آماده عملیات و متحرک هستند» محدود ساخت. بر این مبنا مقرر شد سپاه ۴۶ موتوریزه از گروه زرهی ۲ منفک گردد و به ارتش چهارم بپیوندد؛ چرا که این سپاه در جناح شمالی گروه زرهی فاصله زیادی با محل تهاجم گودریان داشت و تنها ذخیره متحرک ارتش چهارم در دفاع از برآمدگی یلنیا به حساب می‌آمد. گودریان روز ۲۴ اوت متوجه این مسئله شد و بلافاصله از فن بک خواست سپاه ۴۶ موتوریزه به او بازگردانده شود. فن بک خطر خط مقدم ارتش چهارم و لزوم به‌کارگیری نیروهای زرهی در دفاع از آن را ابراز داشت اما گودریان حاضر به قانع شدن نبود. گودریان در خاطراتش این مسئله را تلافی فرماندهی عالی نیروی زمینی در ارتباط با پیوستن او به طرح هیتلر و تلاش حداکثری هالدر برای مانع شدن در برابر او دانسته است. گودریان با روحیه‌ای سرسخت، هر زمان که اختلافی بین نیات او و نیازهای گسترده‌تر گروه ارتش ایجاد می‌شد، خود را کاملاً خودمحور نشان می‌داد.
گودریان روز ۲۴ اوت به قرارگاه خود بازگشت. او سپاه ۴۷ موتوریزه را در جناح شرقی برای محافظت در برابر حملات جبهه بریانسک شوروی قرار داد. پس از سپردن مسئولیت برآمدگی یلنیا به ارتش نهم، حمله گودریان به سمت گومل از روز ۲۵ اوت در خط مقدمی فراخ آغاز شد و با سرعت زیادی پیشرفت نمود. با احساس خطر در جناح شرقی در برابر ضد حملات دشمن، گودریان مجدداً خواهان آزاد شدن سومین سپاه خود گشت اما تنها لشکر داس رایش اس‌اس و هنگ پیاده‌نظام گروس‌دویچلانت به جانب او ارسال شد. بخش عملیات‌های ستاد کل نیروی زمینی روز ۳۰ اوت با صدور فرمانی خواهان آماده‌سازی‌های لازم جهت قرار گرفتن لشکرهایی از ارتش دوم که از رود دسنا عبور کرده‌اند، تحت امر گودریان جهت «ادامه عملیات‌ها با گروه ارتش جنوب» شد. گودریان روز ۹ سپتامبر با سپاه ۲۴ موتوریزه از رود سیم گذر کرد و لشکر سوم زرهی آن روز بعد خود را به رومنی در ۲۳۰ کیلومتری شرق کی‌یف، رساند. در نهایت نیروهای جلودار گودریان روز ۱۵ سپتامبر، پس ۳۲۰ کیلومتر پیشروی به جانب جنوب، نخستین اتصال با گروه زرهی ۱ را در لوخویتسا در ۲۲۰ کیلومتری جنوب شرقی کی‌یف، برقرار نمودند تا همه چهار ارتش جبهه جنوب غربی شوروی در ناحیه شرق کی‌یف به محاصره دربیایند. نیروهای آلمانی در این نبرد تلفات زیادی به دشمن وارد آوردند و صدها هزار نفر دیگر را به اسارت گرفتند. سهم نیروهای گودریان از مجموع اسرا ۸۶۰۰۰ هزار نفر بود.
به هر صورت عملیات در ناحیه کی‌یف فرسایش زیادی به نیروهای گودریان وارد آورد و بسیاری ادوات موتوری آن‌ها از جمله تانک‌ها و کامیون‌ها را مستهلک کرد. گودریان که امیدی به فرماندهی عالی جهت تأمین این نیازها نداشت، سعی کرد، در رفتاری که مجدداً گونه‌ای از خودبینی تلقی می‌شود، از طریق فرماندهی گروه ارتش مرکز از گروه ارتش جنوب بخواهد تمامی ادوات موتوری غنیمت گرفته‌شده در ناحیه کی‌یف به گروه زرهی او تعلق یابد. به هر حال این درخواست «بی‌جا» بی‌درنگ رد شد.

##### نبرد مسکو
پس از تکمیل محاصره ناحیه کی‌یف و سپرده شدن مسئولیت انهدام آن به پیاده‌نظام گروه ارتش جنوب، در نهایت تصمیم به تهاجم ورماخت، از جمله نیروهای گودریان، به سمت مسکو گرفته شد و طرحی از این بابت آماده گردید. گودریان هفته سوم سپتامبر با دریافت سپاه ۴۸ موتوریزه از گروه زرهی ۱، رو به شمال شرقی آورد تا در نقطه تجمع خود برای مرحله بعدی عملیات مستقر گردد. در این هنگام حدود ۵۰ درصد از خودروهای یگان گودریان در شرایط عملیاتی قرار داشتند. گودریان روز ۲۶ سپتامبر در کنفرانسی برای نهایی‌سازی این طرف در قرارگاه گروه ارتش مرکز حضور یافت. در این کنفرانس وظایف گودریان بر اساس طرح فرماندهی عالی نیروی زمینی موسوم به عملیات تایفون، به او ابلاغ و زمان آغاز عملیات روز ۲ اکتبر مقرر شد. برخلاف گروه‌های زرهی ۳ و ۴ که تحت هدایت عملیاتی ارتش‌های پیاده‌نظام چهارم و نهم قرار داشتند، گودریان به عنوان فردی که نافرمان‌بری خود را به اثبات رسانده بود، در این زمینه آزادی عملیاتی دریافت کرد تا مستقیماً تحت نظر گروه ارتش، مستقلانه عمل کند. با درخواست گودریان برای حرکت نیروهای او دو روز پیش از مابقی یگان‌ها موافقت شد. گودریان دلیل این درخواست را نبود راه‌های مناسب در ناحیه عملیاتی او و در نتیجه استفاده حداکثری از زمان اندک باقی‌مانده پیش از فرا رسیدن زمستان و همچنین دریافت پشتیبانی بیشتر هوایی پیش از آغاز تهاجم مابقی نیروهای گروه ارتش دانست. به هر صورت این دلایلی نبود که فرماندهی گروه ارتش مرکز از این بابت قانع کرده باشد بلکه فاصله زیاد نیروهای گودریان در جنوب با بخش عمده عملیات در ناحیه ویازما که باعث می‌شد تهاجم او برای چهار یا پنج روز آغازین تأثیری بر تهاجم اصلی نداشته باشد، بود که دلیل این مسئله قلمداد می‌گردد. به هر حال، این مسئله با وجود این که برخی مزیت‌های تاکتیکی برای او پدید می‌آورد اما فرصت کمتری جهت استراحت برای نیروهایش که در نبردهای پیشین متحمل فرسودگی شده بودند، باقی می‌گذاشت. با این وجود گودریان امیدوار بود در فرصت باقی مانده می‌تواند آماده شود. جهت تهاجم به مسکو ۱۵۰ دستگاه تانک جایگزین، معادل نیمی از تمامی تانک‌های جایگزین تعلق‌گرفته به جبهه شرقی، به گروه زرهی گودریان تعلق گرفت تا مجموع توان آن به ۴۰۵ دستگاه تانک برسد. گودریان از این میزان که تقریباً نیمی از توان گروه زرهی ۴ بود، توان رضایت نداشت و خواهان تعلق گرفتن دو لشکر دوم و پنجم زرهی با توان کامل که به تازگی از آلمان به جبهه شرقی منتقل شده بودند، به خود بود.
بدین ترتیب به محض بازگشت از اوکراین، گودریان تهاجم خود را از روز ۳۰ سپتامبر آغاز کرد. گروه زرهی ۲ در جناح جنوبی گروه ارتش مرکز می‌بایست از راه شهر کلیدی تولا به سمت مسکو پیش می‌رفت و در عین حال از جناح راست عملیات محافظت می‌کرد. اشتباهات شوروی در ارزیابی غلط اطلاعات محل استقرار نیروهای آلمانی گودریان را قادر ساخت به یک رخنه سریع در مواضع دشمن دست یابد. نیروهای او یک شکاف ۳۰ کیلومتری در خط مقدم دشمن گشودند و خود را تا روز ۳ اکتبر به اریول در عمق ۲۰۰ کیلومتری رساندند. این حرکت سریع گودریان سبب شد توجه ارتش سرخ بر یگان او قرار گیرد و نیروهای خود را بر آن متمرکز کند. گودریان تا این زمان نیمی از راه مسکو از نقطه آغاز عملیات تایفون را طی کرده بود و نسبت به سایر نیروهای آلمانی فاصله کمتری نسب به این شهر داشت. روز بعد گودریان با فاصله اندکی از حمله هواگردهای پی‌ایی-۳ شوروی جان به در برد. گروه زرهی ۲ روز ۵ اکتبر به «ارتش دوم زرهی» تغییر عنوان داد. روز ۷ اکتبر حلقه محاصره حول سه ارتش شوروی در ناحیه بریانسک تکمیل شد که پاکسازی آن و منطقه تحت محاصره دیگری در غرب ویازما، در نهایت به اسارت ۶۶۰ هزار نفر دیگر از نیروهای ارتش سرخ انجامید. به هر صورت این بار نیز مانند مراحل پیشین عملیات بارباروسا، گودریان تأکید لازم را بر بستن هر چه سریع‌تر حلقه محاصره نگذاشت تا حدود ۲۳ هزار نفر از نیروهای دشمن در منطقه عملیاتی او قادر به گریز شوند. گودریان روز ۱۱ اکتبر در نامه‌ای به همسرش مدعی شد «بخش عمده ارتش روسیه» منهدم شده است و امکان ندارد تعداد زیادی یگان «خوب» از آن باقی مانده باشد. او ابراز امیدواری کرد اگر «حداقل برای چهارده روز هوا خشک باشد» مأموریت اصلی محقق خواهد شد. نیروهای گودریان از ابتدای عملیات تا روز ۲۰ اکتبر متحمل حدود ۴۵ هزار تن تلفات شدند که او آن را «غم‌انگیر و حزن‌آور» خواند. به هر صورت مشکلات تدارکاتی ورماخت از جمله کمبود سوخت، بدی آب‌وهوا و تشدید مقاومت دشمن به توقف عملیات در میانه ماه اکتبر منجر شد. نیروهای گودریان پیشروی به سمت شمال شرقی را از ۲۷ اکتبر با سرعت بسیار کمتری از سر گرفتند. چهار روز به طول انجامید نیروهای گودریان با طی مسافت ۸۰ کیلومتری خود را به جنوب تولا برسانند. با ناتوانی در سلطه بر تولا در ۲۹ اکتبر، گودریان زیر ضد حملات دشمن در حوالی این شهر قرار گرفت. همان روز درحالی‌که هنوز مسئله تولا حل نشده بود، طرح جدیدی از فرماندهی عالی ابلاغ شد که بر مبنای آن گودریان می‌بایست با حرکت برخلاف عقربه‌های ساعت با گذر از رود کاشیرا، خود را به شرق مسکو می‌رساند و با اتصال به نیروهای زرهی که از شمال می‌آمدند این شهر را به محاصره درمی‌آورد.  گودریان روز ۱۴ نوامبر هنگام بازدید از مواضع لشکرهای ۱۱۲ و ۱۶۷ پیاده‌نظام در بلیوف در غرب تولا از مشاهده رنج سربازان در اثر فقدان البسه زمستانی متأثر شد و نوشت: «نسبت بالایی از افراد همچنان شلوارهای دنیم بر تن دارند و دما هشت درجه زیر صفر است.» گودریان نیروهای خود را وادار به استفاده از لباس‌ها و کلاه‌های پشمی دشمن دید. این وضعیت او را که از ماه‌های سپتامبر و اکتبر درخواست البسه گرم کرده بود، به شدت برآشفت تا مسئله را پیگیری نماید. پس از چند تماس تلفنی مشخص شد محموله لباس‌های زمستانی در اثر کمبود قطار و قطع شدن خطوط‌آهن توسط پارتیزان‌های لهستانی، برای چند هفته در ایستگاه راه‌آهن ورشو متوقف گشته است.
درحالی‌که بیشتر سپاه ۴۷ موتوریزه صرف حفظ اتصال با ارتش دوم در جناح راست شده بود، تنها سپاه ۲۴ موتوریزه برای گودریان به عنوان سرنیزه زرهی در حرکت به سمت رود کاشیرا باقی ماند. فرسایش وارد آمده به نیروهای گودریان تا این لحظه به اندازه‌ای بود که او وادار شد تمامی زره‌پوش‌های ارتش زرهی خود را در یک تیپ از لشکر تضعیف‌شده چهارم زرهی متمرکز کند. تا میانه ماه نوامبر برای این تیپ که در عمل نقش سرنیزه زرهی تمامی ارتش دوم زرهی گودریان را بر عهده داشت، تنها ۵۰ تانک باقی مانده بود. ارتش دوم زرهی درحالی‌که در برخورد با ضد حملات شوروی و سایر مشکلات، از زمان‌بندی عملیاتی عقب افتاده بود، از ۱۸ نوامبر اقدام به ادامه تهاجم از شرق تولا نمود و توانست با وجود مقاومت ارتش سرخ، خود را به رود دن برساند. گودریان روز ۱۹ نوامبر گزارشی از شرایط و انتظارات سپاه ۲۴ موتوریزه دریافت نمود. گودریان خود روز ۲۰ نوامبر رسیدن نیروهای جدیدی از دشمن شامل لشکرهایی از سیبری که «مشتاق نبرد هستند و به خوبی آموزش دیده‌اند»، در جناح شرقی را به گروه ارتش اطلاع داد. به جهت کمبود سوخت بخشی از نیروهای گودریان قادر به ادامه عملیات نبودند. پیشروی چشم‌گیر اولیه گودریان موجب ایجاد تصویر اشتباهی از توان واقعی ارتش زرهی او و قابلیت‌های آن شده بود. گودریان روز ۲۳ نوامبر شخصاً گزارشی از وضعیت اسف‌بار نیروهایش به فیلدمارشال فن بک ارائه کرد. او خواهان الغای تهاجم و مجوزِ گرفتن حالت تدافعی در طول زمستان بود. به هر صورت، فن بک چنین مجوزی به او نداد. هالدر نیز روز بعد با چنین درخواستی که از طریق گروه ارتش به او ابلاغ شده بود، مخالفت کرد. گودریان روز ۲۵ نوامبر در مواجهه با ضد حملات شدید دشمن پیشروی را متوقف نمود و در تبعیت از فرمان دریافت شده از گروه ارتش، دستور به آماده‌سازی مواضع پیشین در طول رودهای دن، شات و اوپا داد. در این هنگام برای لشکر چهارم زرهی گودریان تنها ۲۱ تانک و ۱۴ توپ باقی مانده بود.
گودریان برای روحیه دادن به نیروهایش و شریک شدن در مصاعب آن‌ها، خود شخصاً به شکل پیاده سپاه ۴۳ را همراهی می‌کرد. اقدام مجدد او بین روزهای ۲ تا ۴ دسامبر برای تصرف تولا نیز موفقیت‌آمیز نبود. پیش از آغاز ضد حمله گسترده دشمن از روزهای ۵ و ۶ دسامبر، گودریان به ابتکار خود به نیروهایش فرمان به اتخاذ حالت تدافعی داد و برخی مواضع پیشین در خطر از جمله ناحیه برآمدگی تولا را رها کرد. در مواجهه با شرایطی حساس، رو به به‌کارگیری دفاع کشسان آورد و از مواضع پیشین عقب نشست. گودریان در یادداشت‌های جنگی خود در روز ۸ دسامبر می‌آورد: «روس‌ها با فاصله نزدیکی ما را تعقیب می‌کنند و ما باید منتظر وقوع بد بیاری‌ها باشیم.» او در ادامه می‌افزاید: «من به خودم فکر نمی‌کنم؛ به آلمان ما فکر می‌کنم. به همین خاطر است که وحشت‌زده هستم.» گودریان دو روز بعد در نامه‌ای به همسرش می‌نویسد: «دشمن، بزرگی این کشور و بدی آب‌وهوای آن، همگی به شدت دست‌کم گرفته شد و ما هم‌اکنون زجر آن را می‌کشیم.»
با وخامت اوضاع ارتش دوم، فن بک روز ۱۱ دسامبر آن را موقتاً تحت امر ارتش دوم زرهی قرار داد و گودریان را در راس «گروه ارتش گودریان»، مسئول حفظ این ناحیه کرد. گودریان روز ۱۴ دسامبر ارزیابی خود از شرایط را با فن براوخیچ که از قرارگاه گروه ارتش مرکز در روسلافل دیدار می‌کرد، در میان گذاشت. فن براوخیچ با تأیید آگاهی خود از شرایط نیروها، مجوز عقب‌نشینی گودریان تا خط بین رودهای سوشا و اوکا را صادر کرد. گودریان بلافاصله این حرکت را آغاز نمود. هیتلر در ابتدا با این تصمیم جهت عقب‌نشینی‌های محلی برای کوتاه‌تر کردن خط مقدم موافق بود اما انتظار داشت هیچ نقطه مهمی رها نشود و عقب‌نشینی پس از آماده‌سازی‌های حیاتی در خطوط جدید در اراضی پشت سر، صورت گیرد. 
با وجود نظر فن بک و فن کلوگه بر عدم عقب‌نشینی سپاه ۴۳ به سمت غرب فرا تر از رود اوکا، گودریان روز ۱۵ دسامبر آن را به پشا این رود عقب کشید. این اقدام جناح راست ارتش چهارم را باز و آن را نیز وادار به عقب‌نشینی کرد. گودریان روز بعد در سخن با اشمونت، سرنوشت ارتش خود را در گرو دریافت مستمر نیروی جایگزین و جدید دانست. او از اشمونت خواست این مسئله مستقیماً به هیتلر گزارش شود. ظهر همان روز فرمانی از جانب هیتلر از گودریان خواست با به‌کارگیری تمام ذخایر در دسترس، شکاف ایجاد شده توسط دشمن در غرب تولا را ببندد و خط لیونی-الکسین را حفظ کند. با این وجود، گودریان که نیروهای خود را قادر به انجام چنین کاری نمی‌دید، یه استناد مجوز فن براوخیچ، دستور به عقب‌نشینی بیشتر داد. نیروهای گودریان تا عصر روز ۱۶ دسامبر به رود اوپا رسیدند. نیروهای او در این زمان در تمامی خط مقدم در حال عقب‌نشینی بودند. فن بک که تا حدودی با گودریان موافق بود، تا هنگامی که خود تا روز ۱۹ دسامبر در جایگاه فرماندهی گروه ارتش مرکز قرار داشت، رفتار مسامحه‌آمیزی در قبال او نشان می‌داد.
در این حال، فرماندهی گروه ارتش به گودریان اطلاع داد با وجود گزارش اشمونت، هیتلر بر اجرای فرمانش اصرار دارد. هیتلر همان شب ۱۶ دسامبر، در تماس با گودریان، ضمن تأیید دشواری شرایط او و دادن وعده کمک‌رسانی، متذکر شد خط مقدم در هر صورت باید حفظ شود. به نظر می‌رسید فرمان‌ها هیتلر بر پایه شرایطی صادر می‌شود که وجود ندارد و عملی شدن آن‌ها در کوتاه‌مدت غیرممکن است. از این رو، گودریان تصور می‌کرد اطلاعات هیتلر از خط مقدم از جمله گزارش‌های فن کلوگه، فرمانده جدید گروه ارتش مرکز دقیق نیست و پیشوا می‌بایست افسران ستاد عملیاتی خود را تغییر دهد. فن کلوگه نیز شکی در لزوم حفظ سفت و سخت خط مقدم به هر قیمت نداشت. خودسری فرا تر از اختیارات گودریان و بهانه کردن مجوز پیشین فن براوخیچ توسط او، موجب ناراحتی فن کلوگه از گودریان که تصور می‌شد تنها به یگان‌های خود فکر می‌کند، شد. قضاوت فن کلوگه در مکالمه با اشمونت، مبنی بر «فرسوده» شدن گودریان و «بدبینی بیش از حد در عمل به فرماندهی» توسط او، نشان‌گر قصد فرمانده گروه ارتش مرکز بر عزل گودریان بود. در طرف مقابل، گودریان، همانند مقابله با فن کلایست در نبرد فرانسه، با تأکید بر این که دخالت در امر فرماندهی او چیزی را درست نخواهد کرد، خود خواهان عزل خود شد. گودریان همچنین افزود هیچ اعتراضی نسبت به دفاع کردن از اقدامات خود در دادگاه نظامی ندارد.
گودریان روز ۲۰ دسامبر به ولفس‌شانتسه در پروس شرقی احضار شد. جلسه پنج ساعته او با پیشوا در جهت فهماندن شرایط ارتش دوم زرهی به هیتلر و نشان دادن ناتوانی آن در اجرای وظایف محول شده به نتیجه‌ای نرسید. گودریان به هیتلر گفت سرما دو برابر ارتش سرخ به او تلفات وارد می‌کند و این وظیفه اوست که «رنج» نیروهای خود را تقلیل دهد. هیتلر اصرار داشت گودریان قادر به دیدن تصویر کلی‌تر نیست. هیتلر خواهان حفر سنگر در زمین توسط نیروها در هر جا که هستند و حفظ هر متر مربع از آن بود. گودریان این فرمان را غیر واقع‌بینانه و حفر سنگر با ابزارهایی ضعیف در زمینی که تا عمق ۱٫۵ متری یخ زده را غیرممکن خواند. پیشوا راه‌حل ایجاد گودال بدین منظور با گلوله توپ‌های سنگین را همانند تجربه فلاندر در جنگ جهانی اول، مطرح ساخت که گودریان ورای مشکل سرمای هوا، این مهمات را برای «شلیک به سمت روس‌ها» دانست. وقتی گودریان یادآور این مسئله شد که افراد او هنوز لباس زمستانی ندارند، هیتلر با ناباوری، «بیش از حد دلسوز» بودن او نسبت به نیروهایش را مورد توبیخ قرار داد. گودریان از این جلسه با عنوان «شکست کامل» یاد کرد.

اختلاف نهایی روز ۲۵ دسامبر بر سر عقب‌نشینی سپاه ۴۷ موتوریزه و تخلیه چرن به پا شد. گودریان اعلام کرد همان گونه که وجدانش حکم می‌کند فرماندهی خواهد کرد. در پی این اظهار نظر، فن کلوگه به هالدر اطلاع داد: «یا او یا من». هالدر به فن کلوگه توصیه کرد گودریان را در دادگاه نظامی محاکمه کند. گودریان با کناره‌گیری از مشاجره، بار دیگر خواهان عزل شدن از جایگاه خود شد. در نهایت هیتلر که تدابیر گودریان خوشایند او واقع نشده بود، روز ۲۶ دسامبر سال ۱۹۴۱ ارتشبد گودریان را از فرماندهی ارتش دوم زرهی برکنار نمود. با وجود این که هیتلر ایراد پیام خداحافظی توسط او برای ارتش دوم زرهی را منع کرده بود، گودریان در سخنان وداع با نیروهایش گفت:
می‌دانم که شما با شجاعت همیشگی به مبارزه ادامه خواهید داد و با وجود سختی زمستان و برتری عددی دشمن، فاتح خواهید بود.
در حالتی عجیب گودریان که اغلب نسبت به بی‌پروایی بیش از حد مورد انتقاد بود، این بار در اثر اصرار بر احتیاط با پیشوا درگیر شد. بدین ترتیب دقیقاً زمانی که در حال اثبات شایستگی خود برای فرماندهی سطوح بالا بود، در تقابل با هیتلر فرصت را از دست داد. سپهبد رودولف اشمیت جانشین گودریان در این مقام شد. اشمیت در نامه‌ای خصوصی به تاریخ ۲۷ ژانویه سال ۱۹۴۲ این حوادث را «تراژدی رهبری» نامید که «او باور نمی‌کرد ممکن باشد.»
گودریان در دوره فرماندهی این یگان نسبت به گذشته آرامش بیشتری دست‌کم در قبال زیر دستانش پیدا کرده بود. گیر فن شوپنبورگ که این بار در فرماندهی سپاه ۲۴ موتوریزه، مجدداً تحت امرش قرار گرفته بود و تا مسکو نقش سرنیزه زرهی او را ایفا کرد می‌گوید: «با بصیرت و حسن نیت او با هماهنگی با یکدیگر کار کردیم. در طول شش ماه مبارزه روزانه سنگین حتی یک بار هم تقابلی صورت نگرفت.» گیر فن شوپنبورگ می‌افزاید او در «رهبری رشد کرده بود.» نظرات مشابهی از افراد دیگری که در سال ۱۹۴۱ تحت فرمان او بودند، نیز نقل شده است.

### بازرس کل نیروهای زرهی
گودریان مدتی در زمره افسران ذخیره قرار گرفت. سپس در ۱۶ ژانویه سال ۱۹۴۲ به ستاد سپاه جایگزینی در برلین منتقل شد. پس از شکست فاجعه‌بار آلمان در نبرد استالینگراد، مجدداً مورد توجه واقع گشت. گودریان با فراخوانی مجدد به خدمت، ۲۸ فوریه سال ۱۹۴۳ به عنوان بازرس کل نیروهای زرهی برگزیده شد. انتخاب گودریان به این مقام تحت نفوذ سرلشکر رودولف اشمونت، آجودان ارشد هیتلر و رئیس دفتر کارکنان نیروی زمینی صورت گرفت. گودریان مدعی شده است بنا بر شروطی این انتصاب را پذیرفت. از جمله این شروط عدم تبعیت آن از ستاد کل یا فرماندهی عالی نیروی زمینی و داشتن یک فرماندهی مستقل با تبعیت صرف از هیتلر عنوان شده است. گودریان خواهان قرار گرفتن در موقعیتی بود که در توسعه تجهیزات زرهی در دفتر مهمات نیروی زمینی و نیز وزارت تسلیحات تأثیرگذار باشد. او همچنین به دنبال داشتن تأثیری مشابه در سازمان و آموزش یگان‌های زرهی وافن اس‌اس و لوفت‌وافه بود. گودریان خواسته‌های خود را به صورت مکتوب روز ۹ مارس در جلسه با هیلتر در وینیتسا ارائه نمود که تماماً مورد تأیید پیشوا واقع شد. وظایف گودریان حول سازمان، آموزش و توسعه فنی بازوی زرهی در تمامی جنبه‌های آن بود که شامل نیروهای تانک، زره‌پوش‌های سنگین ضد تانک پنتسریگر، گردان‌های زرهی و موتوریزه شناسایی، توپچی‌های ضد تانک پیاده و نیروهای زرهی ریلی می‌شد. علاوه بر این، نیروهای پیاده‌نظام موتوریزه که از ماه آوریل سال ۱۹۴۲ به پنتسرگرندیر تغییر عنوان داده بودند، نیز در زمره اختیارات گودریان قرار داشت. طبق خواسته‌هایش، گودریان هیچ مسئولیتی در قبال رئیس ستاد کل نیروی زمینی نداشت و تنها می‌بایست «او را در جریان امور نگاه می‌داشت». فرماندهی تمامی آرایش‌ها، یگان‌ها، دانشکده‌ها و تأسیسات نیروهای زرهی در داخل و خارج از رایش که جزو نیروهای جایگزینی به حساب می‌آمدند، از ارتش جایگزینی جدا شد و مستقیماً به گودریان تعلق گرفت. به هر صورت این مسئله موجب بروز اصطکاک بین ارتش جایگزینی تحت امر ارتشبد فریدریش فروم و فرماندهی گودریان می‌شد. سرهنگ ولفگانگ توماله معاونت گودریان در این مسئولیت‌ها را بر عهده داشت.
نیروهای زرهی آلمان در این زمان در شرایط بدی به سر می‌بردند و نیازمند سازمان‌دهی مجدد بودند؛ مأموریتی که گودریان با بهره‌گیری از اختیارات گسترده، با تمام توان خود را وقف آن نمود. هدف کوتاه‌مدت او، تا پایان سال ۱۹۴۳، ایجاد تعداد ثابتی لشکر زرهی بود که به سطحی از بهره‌وری رزمی رسانده شوند. هدف بلند مدت، تا بهار سال ۱۹۴۴، به دنبال بازیابی توان رزمی در بازوی زرهی آلمان بود. گودریان قصد داشت لشکرهای زرهی با تعداد زیادی تانک، مشخصا در حدود ۴۰۰ دستگاه، در قالب دو هنگ زرهی بسازد. طرح تجهیز مجدد و بازسازماندهی گودریان که روز ۱۳ مه ۱۹۴۳ ارائه شد، خواهان عقب کشیده شدن سه لشکر زرهی از شانزده لشکر زرهی جبهه شرقی برای استراحت و بازسازی بود. او در نظر داشت یک گردان زرهی لشکرهای زرهی را با توان کامل به تانک‌های پنزر ۴ و با برآورد تولید ۱۷۰۰ دستگاه از آن‌ها تا ماه دسامبر، یک گردان دیگر از دست کم ۱۵ لشکر زرهی را به تانک‌های پنتر مجهز سازد. با توجه به زمان مورد نیاز برای آموزش این گردان‌ها، گودریان دستیابی لشکرهای زرهی به آمادگی رزمی کامل تا پیش از بهار سال ۱۹۴۴ را غیرممکن می‌دانست. با توجه به این که این طرح، برای لشکرهای زرهی جبهه شرقی برای حدود یک سال تنها یک گردان زرهی باقی می‌گذاشت، گودریان توانست موجب شود بخشی از تولیدات توپ‌های تهاجمی اشتوگ ۳ با لوله بلند که در آن زمان تحت امر رسته توپخانه بودند، به لشکرهای زرهی اختصاص یابد تا به عنوان گردان‌های زرهی موقت تا حدودی این خلع را پوشش دهند. به هر صورت با توجه خسارات رزمی بالا و محدودیت دسترسی به این ادوات، تنها در لشکرهای زرهی محدودی از جبهه شرقی این گردان دوم شکل گرفت.
گودریان قدم‌های قدرتمندی برای جبران خسارت‌های وارد آمده به لشکرهای زرهی در جبهه شرقی، برداشت. تا پیش از انتصاب او به این جایگاه، تولیدات تانک آلمان ناهماهنگ پیش می‌رفت که موجب اتلاف وقت و منابع می‌شد. به نقل از آلبرت اشپر، وزیر صنایع تسلیحات رایش، برخلاف هیتلر که خواهان اولویت دادن به تولیدات جدید تانک بود، گودریان می‌گفت اگر بتوان به کمک تعداد کافی قطعات یدکی، به سرعت تانک‌های پیشین را تعمیر کرد، با کسری از هزینه تولیدات جدید، تعداد بیشتری تانک برای میدان‌های نبرد در دسترس خواهد بود. گودریان در این مسیر رابطه نزدیکی با اشپر برقرار نمود. به هر صورت یکی از وظایف اصلی گودریان رساندن سطح تولیدات از ۶۰۰ به ۱۴۵۰ دستگاه در ماه بود. او تمهیداتی را به‌کار گرفت تا سطح تولیدات تانک‌های آلمان را افزایش دهد. این اقدامات، در کنار سایر عوامل، سبب شد تحویل تانک‌ها و توپ‌های تهاجمی جدید در ماه مه به قله ۹۸۸ دستگاه برسد. گودریان ملزوماتی برای برنامه تحقیق و توسعه آینده در تعیین نمود. اقدامات گودریان در همراهی با اشپر در این جهت «معجزه‌آسا» توصیف گشته است. تا ماه ژوئن سال ۱۹۴۳ لشکرهای زرهی به سطحی نه‌چندان پایین‌تر از توان اولیه بازسازی و تسلیح شدند. بازسازی سریع نیروهای زرهی یاری‌گر ضد حمله خارق‌العاده فن مانشتاین در خارکوف بود و فرماندهی عالی نیروی زمینی آلمان را قادر ساخت تجدید عملیات‌های تهاجمی در جبهه شرقی را از اواخر بهار و تابستان سال ۱۹۴۳ در نظر بگیرد. به هر صورت گودریان در این زمان با هر گونه تهاجمی که امکان ایجاد ذخایر زرهی آماده درگیر شدن در جبهه دوم که انتظار می‌رفت با تهاجم متفقین غربی به تصرفات رایش ایجاد شود، را از او می‌گرفت، مخالف بود.
گودریان در این جایگاه مکرراً با هیتلر در تماس بود و تلاش می‌کرد آرای خود را به او تحمیل نماید اما معمولاً به نتیجه‌ای نمی‌رسید. دخالت مستقیمی در نبرد کورسک در ماه ژوئیه نداشت اما با آن مخالف بود. گودریان این مخالفت را در جلسه روز ۴ مه در مونشن به شکل شدیدی با هیتلر در میان گذاشت. تمامی زحمات گودریان در بازسازی نیروهای زرهی در این نبرد مغلوبه به باد رفت.
در این جایگاه نفوذ او در عملیات‌ها تنها محدود به گزارش‌های موردی به هیتلر می‌شد. دفاع موفق آلمان در طول رود دنیپر در اواخر ماه سپتامبر و ماه اکتبر به گودریان امکان داد چند لشکر زرهی را بازسازی کند اما این مسئله توازن کلی را تغییر نداد. گودریان پاییز سال ۱۹۴۳، در جریان نبردهای جنوب اوکراین، همانند نبرد مسکو، توصیه به اتخاذ دفاع کشسان حول پنج لشکر زرهی بازسازی شده گروه ارتش جنوب، کرد. این بار نیز با چنین توصیه‌هایی که موجب از دست رفتن بخشی از اراضی تحت سلطه آلمانی‌ها می‌شد، بنا بر ملاحظات سیاسی-راهبردی، مخالف گردید.
در ادامه گودریان وظیفه آماده‌سازی نیروهای زرهی در مقابل تهاجم متفقین در جبهه غربی را بر عهده گرفت. در جریان این آماده‌سازی‌ها، گودریان پس از دیدار با گیر فن شوپنبورگ، فرمانده گروه زرهی غرب در فرانسه، ماه مارس سال ۱۹۴۴ به مشورت با هیتلر در ارتباط با تمهیدات فیلدمارشال اروین رومل، بازرس دفاع غرب، پرداخت. با توجه به این که رومل تصور می‌کرد انتقال به موقع لشکرهای زرهی زیر حملات هوایی دشمن دشوار خواهد بود و قصد داشت آن‌ها را پشت خط مقدم قرار دهد، گودریان قرار دادن لشکرهای زرهی در نزدیکی دفاع ساحلی را به جهت از دست رفتن تحرک آن‌ها، خطرناک می‌دانست. با تشکیک هیتلر در این نظر و به دستور او، گودریان ماه آوریل با حضور گیر فن شوپنبورگ به دیدار رومل در قرارگاه او در لا روش گویون رفت تا در این باره به گفت‌وگو بپردازد. به هر صورت این دیدار نتیجه‌ای نداشت. پس از هماهنگی با فیلدمارشال گرت فن روندشتت، فرمانده کل جبهه غربی، ملاقات مجدد گودریان با هیتلر در آغاز ماه مه، با اشتراک نظر پیشوا با رومل، نیز نتیجه‌بخش نبود. با اعتراض گیر فن شوپنبورگ، تصمیم به قرار گرفتن چهار لشکر زرهی در جایگاه ذخیره راهبردی فرماندهی عالی ورماخت گرفته شد. لیدل هارت این تصمیم را موجب به‌هم ریختن طرح‌ریزی همه از جمله رومل می‌داند. بدین ترتیب پس از ورود نیروهای متفقین به ساحل نرماندی آلمانی‌ها قادر به اجرای ضد حمله یک‌پارچه زرهی و دفع تهاجم آن‌ها نشدند.
درحالی‌که در این زمان هیتلر شخصاً فرماندهی کل نیروی زمینی را بر عهده داشت و تصور می‌شد بنابر دلایلی امکان اجرای مناسب مسئولیت‌های آن برای او وجود ندارد، گودریان جزو افرادی بود که خواهان برگزیده شدن فرد دیگری به عنوان فرمانده کل نیروی زمینی بود. وقتی گودریان این مسئله با پیشوا در میان گذاشت، هیتلر با تندی غیرمعمولی آن را رد کرد.

### ریاست ستاد کل نیروی زمینی

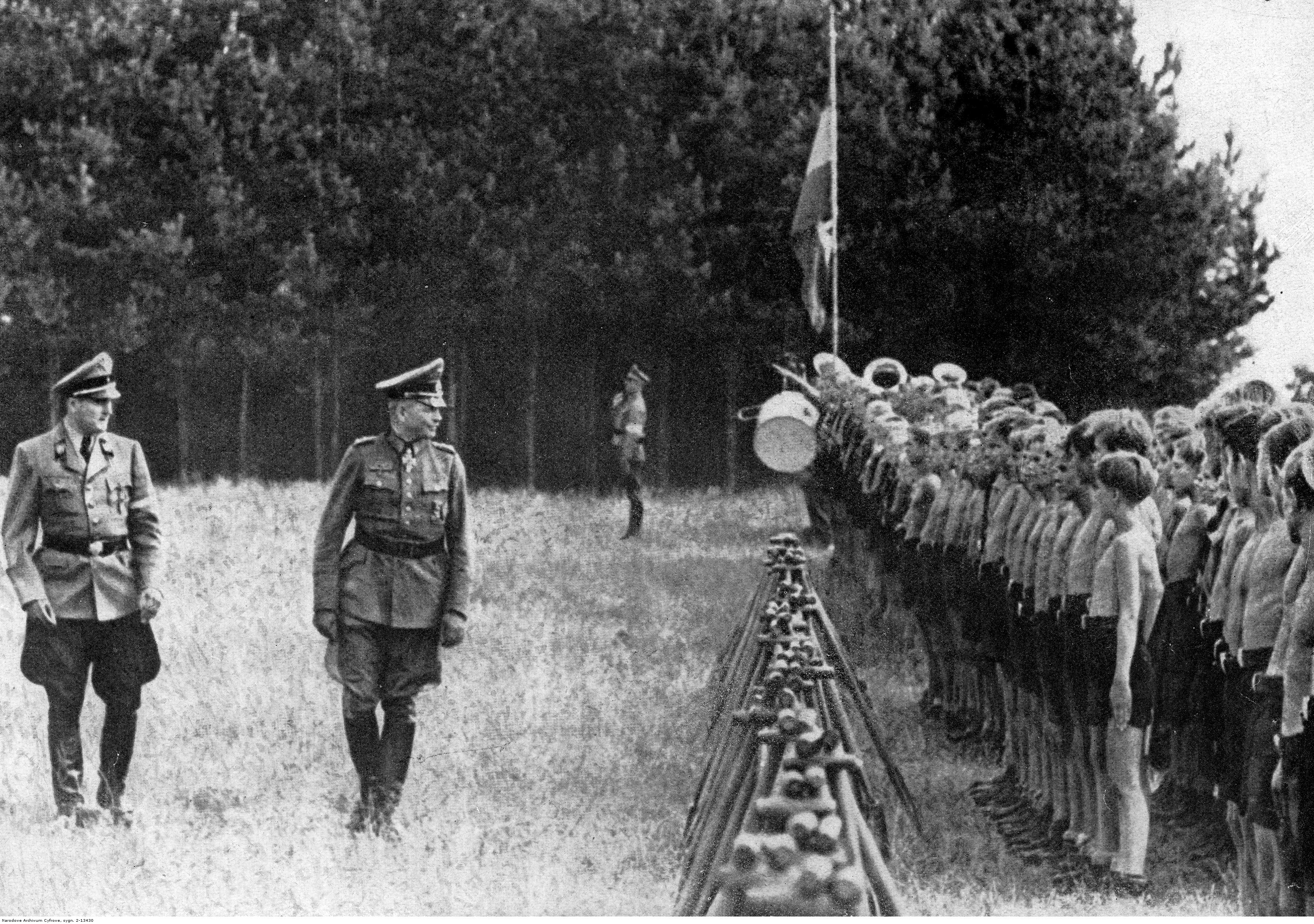
در حال بازدید از پسر بچه‌های جوانان هیتلری به عنوان رئیس ستاد کل نیروی زمینی در کنار آرتور آکسمان، پروس شرقی، سپتامبر ۱۹۴۴

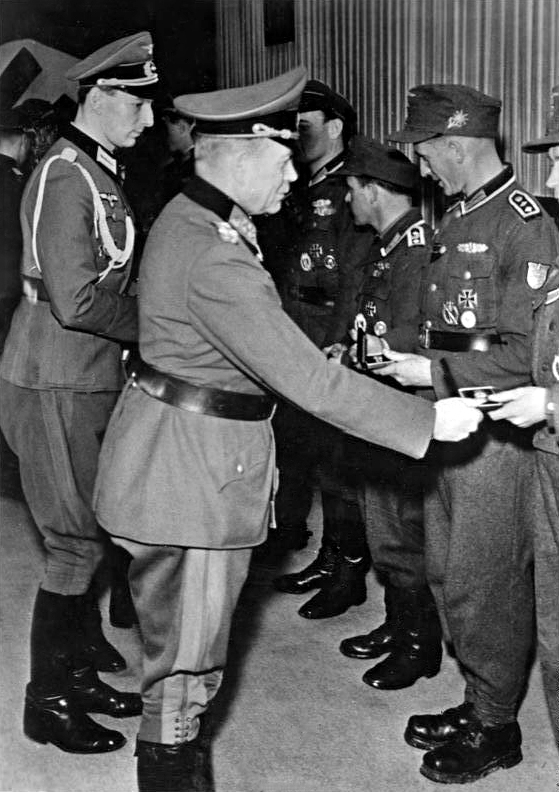
در حال اعطای نشان به سربازان به نمایندگی از پیشوا، ۱۹۴۵

توطئه‌چینان برای دریافت پشتیبانی با او تماس گرفتند اما گودریان هیچگاه هیچ ارتباطی با کودتای ناموفق ۲۰ ژوئیه سال ۱۹۴۴ نداشت. در یک مورد، سرپیچی یک تیپ زرهی از فرمان نیروهای وفادار به هیتلر با اذعان به این که تنها از گودریان فرمان می‌گیرد، سبب شد افرادی چون یوزف گوبلس تصور کنند گودریان نیز در کودتا مشارکت دارد. پس از این کودتا، گودریان در «دادگاه شرافت» که توطئه‌چینان را از نیروی زمینی اخراج کرد، دخیل بود. در پی این اتفاقات، گودریان با حفظ سمت پیشین، روز ۲۱ ژوئیه سال ۱۹۴۴ به ریاست ستاد کل نیروی زمینی رسید. تا مستقیماً درگیر اداره جنگ در جبهه شرقی شود. با این حال، او به عنوان فردی با مهارت تاکتیکی و نه راهبردی، «بدون ذره‌ای اختیار و ابتکار عمل»، به صورتی وفادارانه بیشتر نقش ناقل و مجری فرمان‌های هیتلر در جبهه شرقی را ایفا می‌کرد. گودریان در این جایگاه در حقیقت تأثیری بر تحولات جنگ نداشت. گودریان در این باره می‌گوید:
بارزترین کیفیت اخلاقی هیتلر قدرت اراده او بود. او با اعمال اراده‌اش مرا وادار به پیروی از خود می‌نمود. … تأثیر این قدرت بر بسیاری هیپنوتیزم‌کننده بود. … حتی افراد خود رای تسلیم خطابه هیتلر و در مقابل منطق او ساکت می‌شدند.
یکی از نخستین اقدامات گودریان عقب کشیدن تدریجی پنج لشکر زرهی و شش لشکر پیاده‌نظام گروه ارتش جنوب اوکراین از مواضع دفاعی آن در طول رود دنیستر سفلی و رومانی به خط کوه‌های کارپات بود. همزمان در جریان عملیات باگراتیون، نیروهای شوروی در تهاجم شیائولیای با رساندن خود به ساحل خلیج ریگا، اتصال بین گروه ارتش‌های مرکز و شمال ورماخت را قطع کردند. یکی نخستین وظایف گودریان به عنوان رئیس ستاد کل نیروی زمینی از بین بردن این رخنه دشمن و بازیابی اتصال بین دو گروه ارتش بود. گودریان میانه ماه اوت با گردآوری چند تیپ مستقل زرهی از ذخایر اندک خود، حمله‌ای محدود با ارتش سوم زرهی در عملیات دوپل‌کوپف در نزدیکی ریگا اجرا و زیر پوشش توپ‌های دریایی کشتی‌های جنگی کریگسمارینه، با شکستن خط دشمن، موقتاً دالانی به عرض حدود ۳۰ کیلومتر بین دو گروه ارتش از شرق به غرب باز کرد.
دوره تصدی این جایگاه توسط گودریان با تاریک‌ترین ایام نیروی زمینی آلمان که متحمل شکست‌های متعددی در جبهه شرقی شد، مصادف گشت. در میانه سال ۱۹۴۴ گروه ارتش مرکز منهدم و ارتش سرخ وارد منطقه بالکان شد. اواخر این سال نیروهای شوروی در مجاورت مرزهای بدنه اصلی خاک آلمان قرار داشتند. به هر صورت با توجه به کمبود نیرو و تسلیحات، کار اندکی در این شرایط از گودریان برمی‌آمد. اواخر سال ۱۹۴۴ نیروهای آلمانی دولت مجارستان را که قصد تغییر جهت به سمت شوروی داشت، ساقط کردند و حاکمیتی هم‌سوی آلمان در آن برقرار ساختند. گودریان این اتفاق را پیروزی در «نبرد سیاسی» دانست. به نظر می‌رسد این تنها «پیروزی» گودریان در این جایگاه در جبهه شرقی بود. میانه ماه دسامبر سال ۱۹۴۴، با خطر به محاصره افتادن بوداپست، پایتخت مجارستان، گودریان مکرراً از گروه ارتش جنوب خواست یک ضد حمله زرهی علیه انبر شمالی ارتش سرخ صورت دهد. عمل به این صد حمله، با پشتیبانی ضعیف پیاده‌نظام از سرنیزه زرهی، نتایج اندکی به همراه داشت. گودریان تا پایان ماه دسامبر اقدام برای تخلیه بوداپست را رد کرد. نهایتاً درحالی‌که محاصره در شرف اتمام بود، او تصمیم‌گیری در این رابطه را به هیتلر محول ساخت که او نیز فرمان به حفظ شهر تا رسیدن کمک داد. با مخالفت گودریان با اجرای تهاجم در ناحیه آردن و اصرار او بر به‌کارگیری تمام توان آلمان در جبهه شرقی، بخشی از یگان‌های آلمانی از این ناحیه در جبهه غربی به گروه ارتش جنوب در مجارستان منتقل شد. اقدام آلمانی‌ها برای شکستن محاصره بوداپست از ۱ ژانویه سال ۱۹۴۵ آغاز شد. با حصول برخی موفقیت‌های اولیه، گودریان مقیاس تهاجم را گسترده‌تر کرد. با این حال، این حمله تا پایان ماه منتهی به شکست شد.
گودریان روز ۵ ژانویه سال ۱۹۴۵ بازدیدی از قرارگاه گروه ارتش جنوب به عمل آورد و وخامت اوضاع آن را از نزدیک مشاهده کرد. او روز ۹ ژانویه پس از یک مکالمه طولانی با فیلدمارشال فن روندشتت، خلاصه اسفباری از شرایط در سیگنبرگ به هیتلر ارائه نمود و برای چندمین بار خواهان تخلیه به موقع نروژ و ناحیه کورلند جهت آزاد کردن نیروها، شد. هیتلر با بدبینی که در این سال‌ها از ژنرال‌های خود یافته بود، برآورد اطلاعاتی گودریان از تعداد تانک‌ها و توپ‌های شوروی را «کاملاً احمقانه» خواند. گودریان در پاسخ منبع آن‌ها را سرویس اطلاعاتی و مخصوصاً سرتیپ راینهارت گیلن، رئیس سازمان اطلاعاتی ارتش‌های خارجی شرق، دانست و ابراز داشت: «اگر شما او را مال دیوانه‌خانه می‌دانید، پس من را هم به بند بکشید.» با وجود این که خشم دو طرف فروکش کرد و بحث به حالت آرام‌تری بازگشت، گودریان در نوشته‌هایش تجربه آن را «فوق‌العاده ناخوشایند» دانست.
گودریان به شدت معترض به‌کارگیری ارتش ششم زرهی در عملیات موسوم به تهاجم پلتنزی برای مراقبت از مابقی مجارستان در مقابل پیشروی ارتش سرخ، بود. او عقیده داشت از این ارتش می‌بایست در حمله به جناحین نیروهای پیشروی‌کننده شوروی از لهستان و پروس شرقی و کند کردن حرکت آن‌ها استفاده شود. گودریان توصیه کرد آلمان نیروهای خود را از مجارستان خارج نماید تا در طول رود ویستولا که جبهه آن «چیزی بیش از یک خانه از کارت‌ها نیست» و «با یک رخنه فرو خواهد پاشید»، با یورش ارتش سرخ از مرکز لهستان مقابله کند. گودریان حتی پیشنهاد صلح با متفقین غربی و تمرکز بر جنگ با شوروی را مطرح ساخت. به هر صورت به هیچ‌یک از این نظرات توجهی نشد و عملیات‌های تهاجمی آلمان در مجارستان و آردن به شکل پر خسارت و ناموفقی اجرا گردید. با این وجود همچنان در مقابل نظرات گودریان مقاومت می‌شد.
گودریان که دستورهای غیرممکنی جهت حفظ مواضع تا آخرین نفر دریافت می‌کرد اما نفرات کافی بدین منظور در اختیار نداشت، سعی کرد با به‌کارگیری هزاران غیرنظامی و اسیر جنگی، مجموعه‌ای از استحکامات در کرانه رود ویستولا و پشت آن تا عمق ۲۵۰ کیلومتری ایجاد کند. به هر صورت ورماخت دیگر از بسیاری از مواد و مسالح لازم، از جمله سوخت، جهت احداث و حفظ چنین خطی از استحکامات برخوردار نبود و کار ساخت‌وساز هنگام آغاز تهاجم شوروی ناقص و ناکافی بود.
هنگامی که تهاجم ارتش سرخ از روز ۱۲ ژانویه آغاز شد، گودریان تنها ۱۲ لشکر متحرک در جایگاه ذخیره برای حدود ۱۳۰۰ کیلومتر خط مقدم در اختیار داشت. خط مقدم ضعیف و بیش از حد طولانی آلمان، همان «خانه‌ای از کارت‌ها» موصوف گودریان، کاملاً مطابق پیش‌بینی او، فرو پاشید. حادثه‌ای که گودریان آن را «فاجعه‌ای در خط مقدم که همچون بهمن بر سر ما آوار شد»، توصیف نمود. یگان جدیدی تحت عنوان گروه ارتش ویستولا با بقایای نیروهای مجاور رود ویستولا برای پر کردن شکاف خط مقدم گروه ارتش مرکز، بین پروس شرقی و میانه رود ویستولا، ایجاد شد. تمام این گروه ارتش به سختی به اندازه یک سپاه توان رزمی داشت. گودریان قصد داشت فیلدمارشال ماکسیمیلیان فون وایخس را که عملکرد خوبی در بالکان از خود نشان داده بود و او را فردی «باهوش، کار درست و شجاع» می‌دانست، به فرماندهی این گروه ارتش بگمارد اما با دخالت یودل و هیتلر، به بهانه «پیر و خسته» بودن فون وایخس، با ناخرسندی گودریان، رایشس‌فورر هاینریش هیملر بدون تجربه میدانی، به این جایگاه برگزیده شد. به هر صورت با تأثیر گودریان، در ضد حمله کم‌فایده‌ای که توسط گروه ارتش ویستولا علیه جناحین نیروهای جلودار شوروی اجرا شد، به جای هیملر، سپهبد والتر ونک، رئیس ستاد «توانمند» گروه ارتش، در حقیقت فرماندهی میدانی را بر عهده داشت.
گودریان اواسط ماه ژانویه در جلسه صدارت‌عظمی، بار دیگر سعی کرد پیشوا را به تخلیه نیروهای آلمانی در محاصره از ناحیه کورلند از طریق دریای بالتیک متقاعد کند که هیتلر طبق معمول با پافشاری بر عدم عقب‌نشینی، با آن مخالفت کرد. با دست برنداشتن گودریان از این خواسته و اصرار هیتلر بر رای خود، لحن طرفین به تندی گرایید. در این مواجهه، گودریان با کنار نهادن خویشتن‌داری پیشین، با صراحت بی‌سابقه‌ای مخالفت خود با پیشوا را نشان داد. به نقل از خاطرات اشپر که خود در این جلسه حاضر بود، گودریان با برخاستن از جای خود فریاد زد: «این وظیفه ماست که آن انسان‌ها را نجات دهیم و هنوز وقت داریم آن‌ها را خارج کنیم.» او ادامه داد: «فدا کردن این افراد به این شکل احمقانه بی‌فایده است.» بیش از نظر گودریان، لحن پرخاشگرانه او به صورت شگفت‌انگیزی موجب عقب‌نشینی هیتلر و روی آوردن او به ارائه ادله نظامی شد. با اذعان هیتلر بر عدم امکان عقب‌نشینی سازمان‌یافته به سمت بندرها بدون تحمل تلفات بیشتر، گودریان مدعی شد تمام جزئیات تاکتیکی از پیش آماده شده است. به هر حال هیتلر در این دیدار در نهایت حاضر به کوتاه آمدن و تغییر تصمیم خود نشد. با این وجود، مدت کوتاهی بعد، با اصرار ادامه‌دار گودریان، هیتلر پذیرفت جهت تقویت دفاع جبهه سرزمین اصلی رایش، پنج لشکر و قرارگاه یک سپاه از محاصره کورلند بیرون کشیده شوند.
به نقل از اشپر، گودریان در دیدار ۲۴ ژانویه خود با یواخیم فون ریبنتروپ، وزیر امور خارجه، به تشریح شرایط نظامی پرداخت و به صراحت جنگ را مغلوبه دانست. فون ریبنتروت این سخنان را به اطلاع هیتلر رساند که موجب خشم پیشوا و اعلام این مسئله از طرف او گشت که هر گونه اظهار نظر شکست‌باورانه از این سیاق با عنوان «خیانت»، بدون توجه به جایگاه، با بیشترین شدت مجازات خواهد شد.
روز ۲۹ ژانویه هیتلر تحت فشار گودریان، به صورت نامعمولی، با کم‌فایده دانستن مقاومت در تورن، با عقب‌نشینی از این ناحیه تحت محاصره در لهستان نیز موافقت کرد. در میانه ماه فوریه، پس از دستور هیتلر مبنی بر تخریب زیرساخت‌های آلمان، گودریان، در همکاری با اشپر، با صدور فرمانی با مسئولیت خود، هر گونه تخریبی در جبهه شرقی را که موجب اختلال در تأمین جمعیت کشور شود، ممنوع اعلام کرد. البته هنگامی که او سعی کرد آلفرد یودل را که مسئول جبهه غربی بود، بدین منظور راضی کند، یودل آن را به کایتل ارجاع داد و کایتل نیز آن را منوط به مشورت با هیتلر دانست. به شکل قابل پیش‌بینی، هیتلر در مقابل پیشنهاد گودریان، بر فرمان مؤکد پیشین خود اصرار نمود.
به هر صورت، گودریان، در آخرین پیروزی خود، کما کوچک، موفق شد ۲۰ مارس هیتلر را راضی به عزل هیملر و جایگزین کردن او با ارتشبد گتهارت هاینریکی در فرماندهی گروه ارتش ویستولا کند.
با ادامه ناکامی نیروهای آلمانی، در پی ورود نیروهای دشمن به پومرانی و پروس شرقی و بروز مجدد اختلاف نظر او با پیشوا بر سر ضد حمله در ناحیه کوسترین، گودریان در نهایت روز ۲۸ ماه مارس سال ۱۹۴۵ به مدت شش هفته مرخصی دریافت کرد و عملاً از ریاست ستاد کل نیروی زمینی خلع شد اما همچنان بازرس کل نیروهای زرهی بود. شرایط پر محدودیت این جایگاه و سرخوردگی مکرر حاصل از آن تنش زیادی بر تن ناشکیبای گودریان که اواخر سال ۱۹۴۳ در یک حمله قلبی تا سر حد مرگ رفته بود، وارد آورد. از این رو خلع گودریان رسماً به عنوان دلایل سلامتی اعلام شد. سپهبد هانس کربس جانشین گودریان در مقام ریاست ستاد کل نیروی زمینی شد. گودریان عدم موفقیت خود در این جایگاه را در این مسئله می‌دانست که «آلمان دیگر فرماندهان و نیروهایی با کیفیت سال ۱۹۴۰ ندارد». در حالی که هیتلر نیز او را متهم به مسئولیت شکست‌های آلمان می‌کرد، گودریان بعد از جنگ دخالت‌های هیتلر در امور نظامی را دلیل این موضوع خواند.

## پس از جنگ
گودریان روز ۱۰ مه سال ۱۹۴۵ در ستادش در تیرول تسلیم نیروهای آمریکایی شد و تا ۱۶ ژوئن سال ۱۹۴۸ در اسارت به سر برد. به درخواست رسمی شوروی برای استرداد گودریان عمل نشد.
گودریان به شکل محدودی، با نوشتن چهار مقاله و کمک به نگارش سه مقاله دیگر، به همکاری با «برنامه مطالعات نظامی خارجی» بخش تاریخ نیروی زمینی ایالات متحده پرداخت. در این نوشته‌ها گودریان با تأکید بر حرفه‌ای‌گری خود، سعی در فاصله گرفتن از هیتلر و حاکمیت او داشت. با این وجود ضبط مخفیانه سخنان او در بند با سایر افسران ارشد آلمانی، نشان‌گر ستوده شدن هیتلر و ناسیونال سوسیالیسم از طرف او بود.
گودریان به جهت نبود اسناد و شهاد قابل توجهی علیه او، از محاکمه به عنوان جنایتکار جنگی در دادگاه نورنبرگ خلاصی یافت. همکاری او با متفقین در این مسئله مؤثر بود. پس از آزادی، تا پایان عمر یک ملی‌گرای پرشور و صریح باقی ماند و در طول جنگ سرد خواهان اتحاد دوباره آلمان و احیای نیروهای مسلح آن برای مقابله با خطر کمونیسم بود.
فابیان فون شلابرندورف، نظامی سابق عضو جنبش مقاومت علیه هیتلر، سال ۱۹۴۸ در کتاب خاطرات خود گودریان را به دنبال رسیدن به ریاست ستاد کل نیروی زمینی، به خیانت نسبت به کودتاگران ۲۰ ژوئیه ۱۹۴۴ متهم کرد. با تهدید گودریان به شکایت علیه این افترازنی، شلابرندرف به جهت نداشتن مدارک کافی برای اثبات قانونی این ادعا، وادار به حذف این قسمت از نسخه‌های بعدی کتاب شد.

## تالیفات
- خبردار - تانک! (!Achtung - Panzer): نخستین کتاب او که در زمستان ۳۷–۱۹۳۶ و به توصیه اسوالت لوتس نگارش یافت. در آن به تحلیل تحول، تاکتیک‌ها و ظرفیت‌های عملیاتی نیروهای زرهی پرداخته است. برخلاف سایر کتاب‌های این مبحث، به گستردگی انتشار و در نزد عموم شهرت پیدا کرد. در سال ۱۹۴۳ این بار با عنوان جنگ‌افزار زرهی (Die Panzerwaffe) مجدداً چاپ شد.[۲۰۹]
- نیروهای زرهی و همکاری آن‌ها با دیگر رسته‌ها (Panzertruppen und ihr Zusammenwirken mit den anderen Waffen): منتشر شده در سال ۱۹۳۷ در برلین[۲۳۸]
- خاطرات یک سرباز (Erinnerungen eines Soldaten): کتاب خاطرات او که نخستین بار در سال ۱۹۵۰ در آلمان انتشار یافت. ترجمه آن به انگلیسی با عنوان رهبر تانک (Panzer Leader) در سال ۱۹۵۲ در بریتانیا و ایالات متحده منتشر شد. این کتاب به پر خواننده‌ترین خاطرات یک ژنرال آلمانی بدل و به چندین زبان دیگر ترجمه گشت. تا سال ۱۹۷۰ بیش از ۱۸۰ هزار نسخه از آن در سرتاسر جهان به فروش رفت. سال ۲۰۰۳ چاپ هجدهم آن در آلمان صورت گرفت.[۲۰۹]

## اسطوره پدر نیروهای زرهی
هنگامی که گودریان در ماه ژانویه سال ۱۹۲۲ به گردان ۷ ترابری موتوری پیوست هیچ پیش‌زمینه فنی در ارتباط با نیروهای موتوریزه و زرهی نداشت. این در حالی بود که افسران دیگری در رایشسور وجود داشتند که با این مسئله آشنا بودند و به خوبی آن را به کار بردند. برای مثال ارنست فولکهایم که در سال ۱۹۱۸ در یک یگان تانک جنگیده بود و در سال ۱۹۲۳ به نیروهای موتوریزه ملحق شد، در سال‌های ۱۹۲۳ و ۱۹۲۴ دو کتاب و ۱۲ مقاله دربارهٔ جنگ‌افزار زرهی نوشت. با این وجود گودریان بین سال ۱۹۲۲ تا ۱۹۲۸ تنها ۵ مقاله تألیف نمود که می‌توان مستقیماً به او نسبت داد. اسوالت لوتس نیز پیش از گودریان مطالعات زیادی در ارتباط با قوای زرهی انجام داده بود و با بهره‌گیری از اختیارات و نفوذ نهادی بیشتر خود، از سال ۱۹۲۴ شروع به آموزش ستاد خود در این باره کرد. این لوتس بود که برای نخستین بار بر شمول تاکتیک‌های نیروهای زرهی در دوره فنی ترابری موتوری تأکید نمود. پنج سال پیش از آن که گودریان یک تانک را از نزدیک ببیند، لوتس به این نتیجه رسید که آلمان به دو گونه تانک سنگین و سبک نیاز دارد. این نظرات لوتس و نه گودریان بود که نخستین برنامه تانک‌های آلمان در اواخر دهه ۱۹۲۰ را شکل داد و نخستین دکترین جنگ‌افزارهای مکانیزه آلمان را پدید آورد؛ به وجهی که ریشه ایده گودریان برای ایجاد یک یگان مستقل و متمرکز زرهی را می‌توان در این نظرات یافت. هنگامی که سه لشکر نخست زرهی تشکیل می‌شدند آلمان تنها ۲۹ لشکر دیگر داشت. این مسئله نشان‌گر میزان بالایی از نسبت منابع بود که برای آن اختصاص یافت و این مهم اگر آن‌گونه که گودریان دیگران را محافظه‌کار می‌خواند، ممکن نبود. بخش عمده‌ای مخالفت‌ها با او از «تعصب و تندخویی» گودریان نشات می‌گرفت و ارتباطی با مفهوم جنگ‌افزارهای زرهی نداشت. این که دو افسر ارشد سواره‌نظام دو لشکر دیگر را فرماندهی می‌کردند خود شاهدی بر این مسئله است. بدین ترتیب کاملاً روشن است که گودریان با وجود داشتن مهارت، ظرفیت و اراده فراگیری و توسعه در چنین بستری و داشتن نقشی کلیدی در حوادث تعیین‌کننده در گسترش نیروهای زرهی، نخستین و مهم‌ترین پیشرو در زمینه این نیروها نبوده و با توجه به تلاش انجام گرفته توسط گروه بزرگی از افسران آلمانی در هر سطحی در این رابطه، شخصیت کلیدی فرایند آن به حساب نمی‌آید.
با وجود این که بسیاری او را «پدر نیروهای زرهی» می‌دادند اما این مسئله در حقیقت بیشتر متأثر از تالیفات تاریخی دهه‌های پس از جنگ جهانی دوم است. هنگامی که خاطرات او در سال ۱۹۵۰ در آلمان منتشر و دو سال بعد به انگلیسی ترجمه شد، با عدم امکان دسترسی به اسناد آلمانی، تنها منبع آگاهی از چگونگی ایجاد و توسعه نیروهای زرهی آلمان به حساب می‌آمد. از طرفی تا سال ۱۹۳۵ بیشتر فعالیت‌های مربوط به تشکیل نیروهای زرهی در آلمان با بر جای گذاشتن آثار اندکی، به صورت مخفیانه انجام گرفته بود. بدین ترتیب تعجب‌آور نیست که مشاهده می‌شود تاریخ‌نگاران خاطرات او را مبنای این حوادث قرار داده و موجب پدیداری اسطوره پدری او بر نیروهای زرهی شده‌اند. کتابی که او با خود محوری و پر رنگ‌تر کردن نقش خود نگاشته و به منبع تاریخ بدل گشته بود، در پی مطالعات جدید بر اساس اسناد حقیقی، مورد انتقاد قرار گرفته و این اسطوره و پیشگامی او در تشکیل نیروهای زرهی آلمان زیر سؤال رفته است.

## مدارج نظامی

### ترفیع درجه‌ها
- ۲۷ ژانویه ۱۹۰۸: ستوان دوم
- ۸ نوامبر ۱۹۱۴: ستوان یکم
- ۱۸ دسامبر ۱۹۱۵: سروان
- ۱ فوریه ۱۹۲۷: سرگرد
- ۱ فوریه ۱۹۳۱: سرهنگ دوم
- ۱ آوریل ۱۹۳۳: سرهنگ
- ۱ اوت ۱۹۳۶: سرتیپ
- ۱ فوریه ۱۹۳۸: سرلشکر
- ۱ نوامبر ۱۹۳۸: سپهبد (ژنرال نیروهای زرهی)
- ۱۹ ژوئیه ۱۹۴۰: ارتشبد[۲۴۳]

### نشان‌ها
- صلیب آهنین:

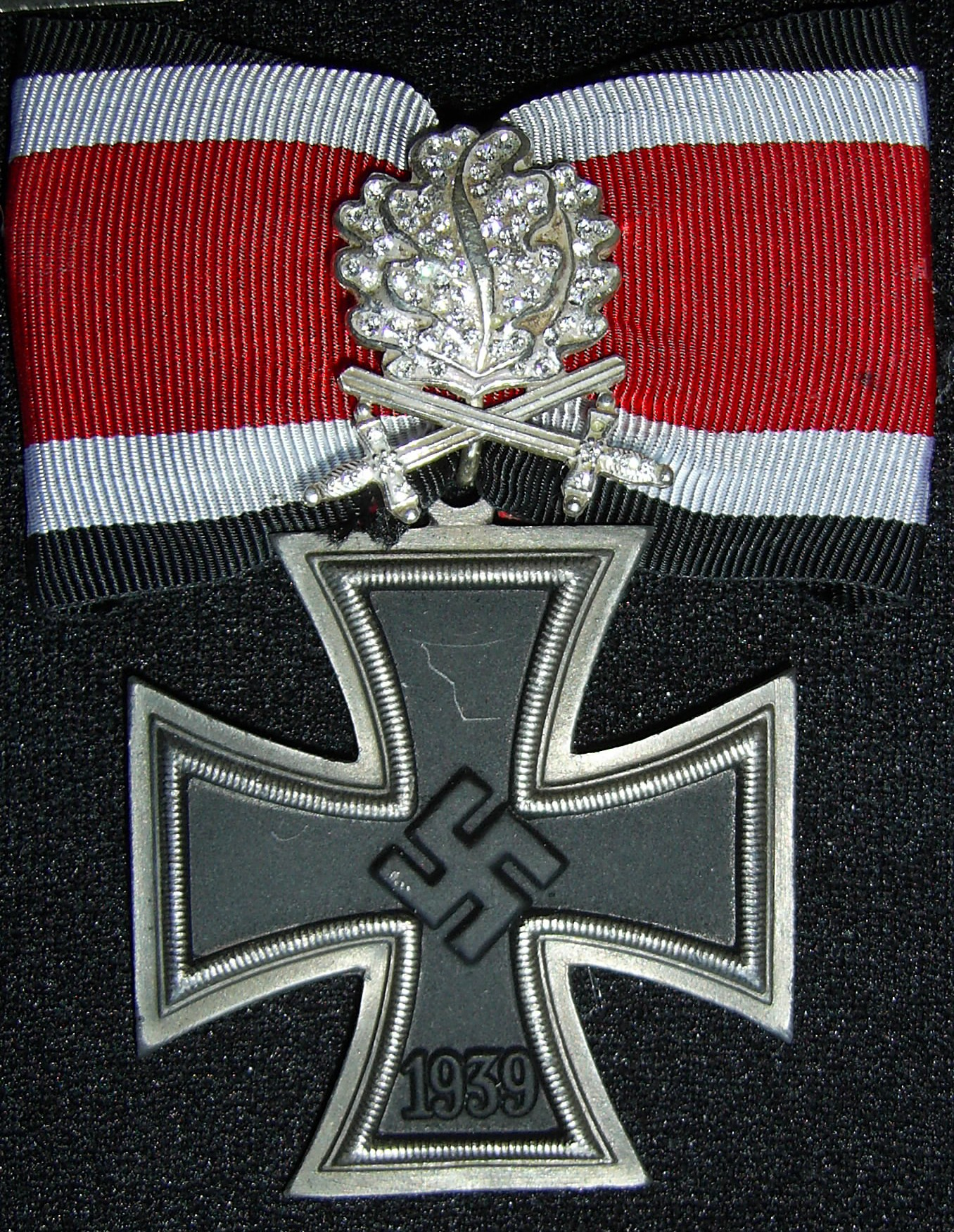
نشان صلیب شوالیه صلیب آهنین با برگ‌های بلوط، شمشیرها و الماس‌ها

  - درجه ۲: ستوان دوم - ۱۷ سپتامبر ۱۹۱۴
  - درجه ۱: ستوان دوم - ۸ نوامبر ۱۹۱۶
- نشان فریدریش درجه ۲ فرمانده: ۱۵ دسامبر ۱۹۱۵
- صلیب افتخار رزم در خط مقدم (جنگ جهانی اول): ۱۹۳۴
- صلیب شوالیه درجه ۲ نشان خاندان ارنستین هرتسوگ‌نشین زاکسن-کوبورگ-گوتا: ۱ ژوئیه ۱۹۳۵
- نشان یادبود جنگ با شمشیر و خود (مجارستان): ۱۴ ژانویه ۱۹۳۷
- نشان یادبود جنگ (اتریش): ۹ مارس ۱۹۳۷
- نشان یادبود ۱۳ مارس ۱۹۳۸: ۱۹۳۹
- گیره ۱۹۳۹ صلیب آهنین:
  - درجه ۲: سپهبد - فرمانده سپاه ۱۹: ۵ سپتامبر ۱۹۳۹
  - درجه ۱: سپهبد - فرمانده سپاه ۱۹: ۱۳ سپتامبر ۱۹۳۹
- صلیب شوالیه صلیب آهنین: سومین فرد - سپهبد - فرمانده سپاه ۱۹: ۲۷ اکتبر ۱۹۳۹
  - برگ‌های بلوط: بیست‌وچهارمین فرد - ارتشبد - فرمانده گروه زرهی ۲: ۱۷ ژوئیه ۱۹۴۱
- نشان یادبود ۱ اکتبر ۱۹۳۸: ۲۱ نوامبر ۱۹۳۹
- نشان تهاجم زرهی
- پنج مرتبه نام برده شدن در اعلامیه مطبوعاتی ورماخت‌بریشت که گونه‌ای جایزه نظامی به حساب می‌آمد:
  - ۶ اوت ۱۹۴۱–۷ اوت ۱۹۴۱–۲۱ سپتامبر ۱۹۴۱–۱۸ اکتبر ۱۹۴۱–۱۹ اکتبر ۱۹۴۱[۲۴۴]

## زندگی شخصی

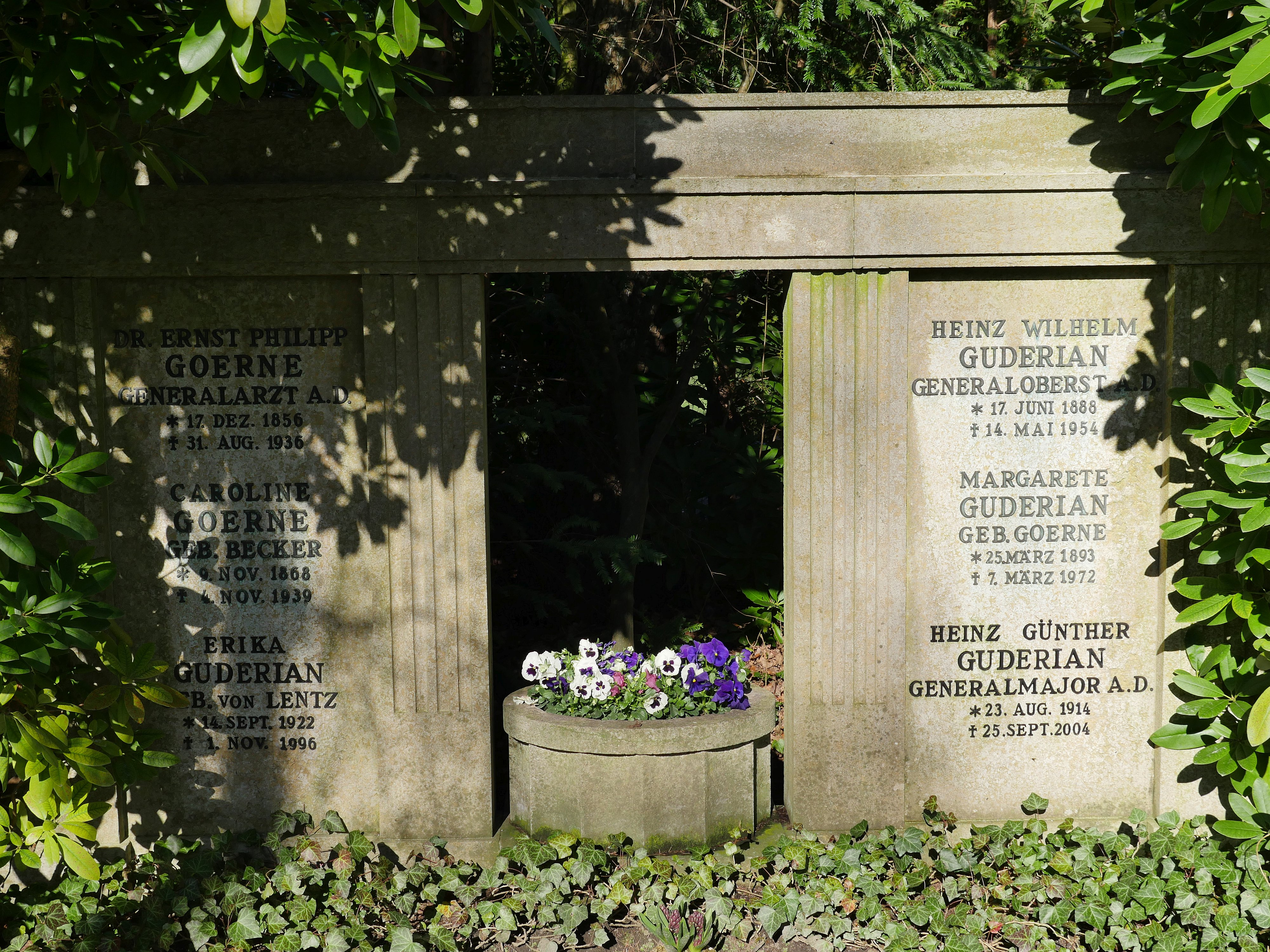
آرامگاه گودریان

خاندان پدری و مادری او از اشراف زمین‌دار بودند. با بهره‌گیری از جایگاه خاندانی، گودریان همچون سایر افسران، از مزیت پرداختن به فعالیت‌های سنتی ویژه از جمله شکار، تیراندازی و سوارکاری، برخوردار بود. گودریان سال ۱۹۰۹ با مارگارت گرتل گورنه آشنا شد و قصد ازدواج با او را داشت اما مخالفت پدر مارگارت به سبب سن کم آن‌ها، مانع از آن شد. به هر صورت پس از دستیابی به پیشرفت‌های شغلی و برطرف شدن مخالفت‌ها، در نهایت روز ۱ اکتبر سال ۱۹۱۳ با مارگارت در گسلار ازدواج نمود. حاصل این ازدواج دو فرزند پسر بود. گودریان ماه ژوئن سال ۱۹۵۰ بازنشسته و به همراه همسرش در شوانگائو در نزدیکی فوسن در جنوب بایرن ساکن شد و شروع به نوشتن کرد. ارتشبد هاینتس گودریان در نهایت در ۱۴ مه سال ۱۹۵۴ در ۶۵ سالگی چشم از جهان فروبست و در گسلار به خاک سپرده شد.
بزرگ‌ترین پسر او، هاینتس گونتر سال ۱۹۳۳ به نیروی زمینی آلمان پیوست و همانند پدر در یگان‌های زرهی به خدمت پرداخت. او پس از جنگ یک گردان و سپس یک هنگ زرهی را فرماندهی کرد. هاینتس گونتر، با قدم نهادن در جای پای پدر، به عنوان بازرس کل نیروهای زرهی منصوب و سال ۱۹۷۴ بازنشسته شد.